# Bröderna Malmströms metallvarufabrik
Bröderna Malmströms metallvarufabrik (förkortat BM), efter 1957 Aktiebolaget BM-armatur, var en svensk tillverkare av elektrisk belysningsarmatur mellan 1904 och 1974. Företaget hade huvudkontor och fabriksfastigheter på Porslinsgatan 3, 5 och 7 i Östra Förstaden i Malmö där det även fanns en utställningshall. Åren 1957–1974 låg BM-armaturs fabrikslokaler på Malmövägen 154 i Klågerup.
Bröderna Malmströms metallvarufabrik var år 1932 den första tillverkaren i Sverige av S-märkta lamphållare för glödlampor.

## Verksamhet

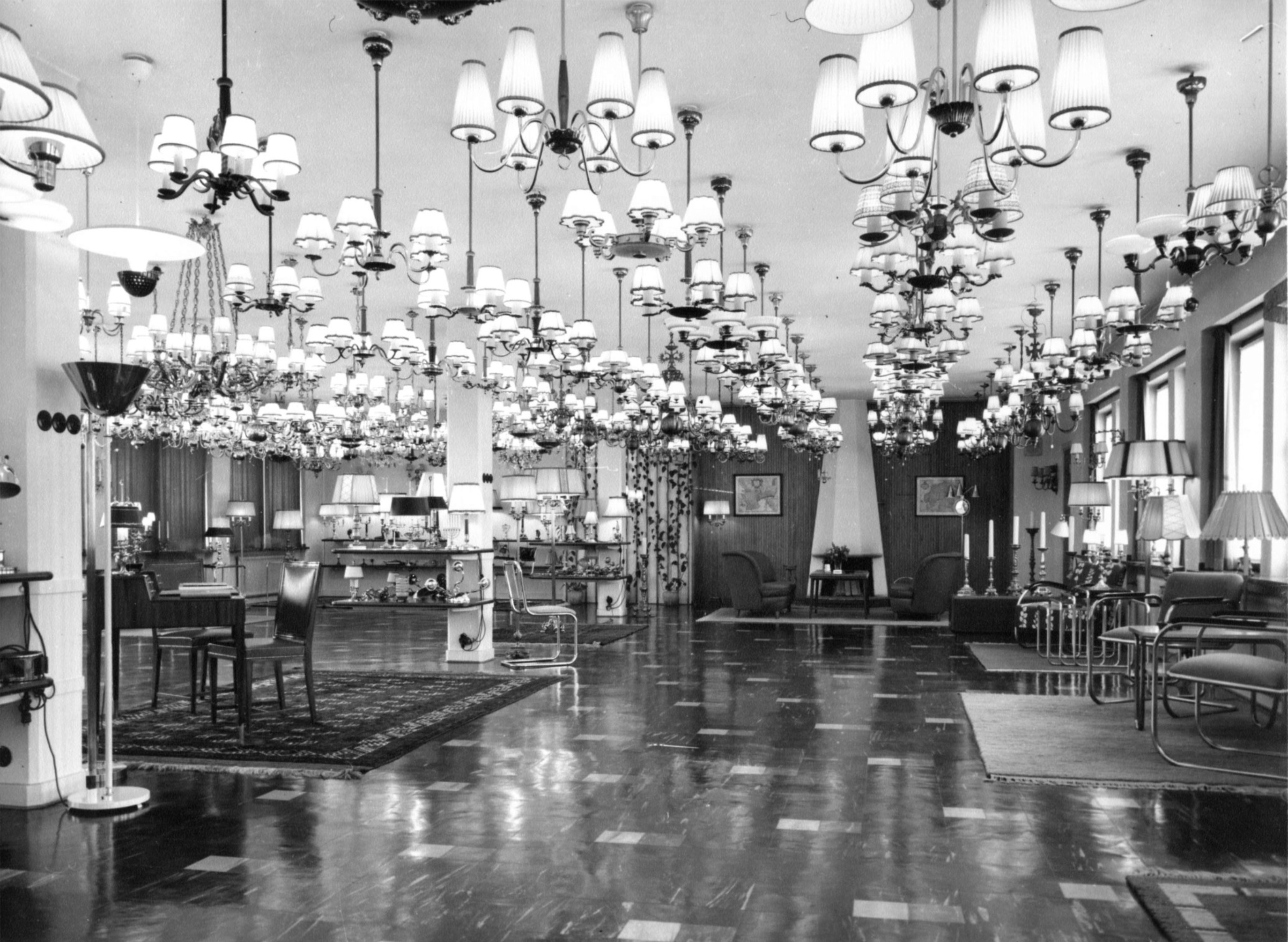
Utställningshallen på Porslinsgatan 3 i Malmö vände sig till grossister, detaljister, arkitekter och elinstallatörer (1947).

Företaget ritade, konstruerade och tillverkade 
- belysningsteknisk armatur för offentliga lokaler, varuhus, affärslokaler, statliga verk, verkstäder, kontor, hotell, restaranger, skolor och kyrkor,
- belysningsarmatur och högspänningsapparater för järnvägar, järnvägsvagnar, stationer och bangårdar,
- sjukhusarmatur och vårdrumspaneler,
- gatubelysningar,
- belysningsarmatur för sport- och simhallar,
- hembelysningsarmatur inklusive tillhörande finmekaniska detaljer som vippströmbrytare och lamphållare,
- porslinsarmatur för belysning i sanatorier och våtutrymmen samt
- stålrörsmöbler.

Även elektriska väggur, askurnor och olika dekorativa föremål av mässing och brons tillverkades.
Företaget var medlem i branschorganisationen Sveriges Industriförbund och står i medlemsförteckningen listad som ”metallgjuteri och metallvarufabrik” med inriktning på ”elektrisk belysningsarmatur, stålrörsmöbler, askurnor, massartiklar, järnvägstekniska armaturer och apparater samt lamphållare”.

### Tillverkning
Metallgjutning (mässing, rödgods, aluminium, fosfor- och specialbronser, silumin, nysilver) och metallbearbetning (friktions-, excenter- och dragpressning, metalltryckning, revolver-, support- och automatsvarvning, kipphyvling, fräsning, glödgning, hårdlödning med lod, slipning, kallsågning, punkt- och gassvetsning, rörbockning och gängskärning) utgjorde merparten av den industriella verksamheten. I anslutning till gjuteriet låg gördelmakeriet där huvudsakligen hantverksmässiga arbetsmoment som exempelvis filning för att få bort gjutsömmar, slipning, punsning och ciselering, även kallat drivning, utfördes.
Exempel på fabrikat i maskinparken var Index-Werke (tyska: Index-Werke), Götz, Cincinnati (engelska: Cincinnati Milling Machine Company), Hägglunds, Asea, AB Elektrougnar, Dansk Pressefabrik (DPF), Rolling Sweden, SIP (tyska: Société genevoise d’instruments de physique) och lokalt Malmöbaserade maskintillverkaren Thule. På företaget tillverkades egna verktyg som användes för att kunna framställa olika typer av specialkomponenter i metall.
För tillverkning av belysningsarmatur, som hade den dominerande platsen i tillverkningsprogrammet, användes huvudsakligen metoden sandgjutning (engelska: Sand casting). Gjutformar gjordes främst genom traditionell handformning, maskinformning och bindstyckemetoden. En ungefärlig bild av gjuteriverksamhetens omfattning kan hämtas från industristatistiken som visar att Bröderna Malmströms förbrukade 40 ton mässing år 1950. Det kan jämföras med Sveriges under samma tid största belysningsproducent Arvid Böhlmarks lampfabrik som det året förbrukade 33 ton mässing och andra zinklegeringar. Detta förhållande speglar också i viss mån belysningsproducenternas olika inriktning.
Fabriken utförde tekniska, kemiska och galvaniska ytbehandlingar som sandblästring, förgyllning, försilvring, förkromning, förmässning, förkoppring, förtenning och förnickling i två separata avdelningar, 1- och 2-färgsoxidering, olika sorters antikbehandling, bronsering, patinering, rostskyddsbehandling som udylitisering (elektrolytisk kadmiering) och parkerisering (kemisk fosfatering även kallat bonderisering), högglanspolering samt ugns- och sprutlackering. Förkromning utfördes både blank och matt, vilket detaljerat redogörs för i firmatidskriften Malmströms post, även på uppdrag åt andra företag i exempelvis bilindustrin.
På fabriken fanns ett kemilaboratorium för utveckling av ytbehandlingsteknik, kontroll av katalysatorer, utfällningsprov med mera. Japanoxidering anges som en egenutvecklad ytbehandlingsmetod, framtagen efter ”långvariga experiment”, från och med 1931 års produktion. Fransk, engelsk och belgisk antikbehandling är exempel på andra specifika ytbehandlingar som nämns i katalogerna. Lackverkstaden använde sig bland annat av nitrocellulosalacken Duco (engelska: Duco) som företaget DuPont hade tagit fram för bilindustrin.
Fabriken hade i sina lokaler en sömnadsateljé för tillverkning av lampskärmar i siden.

### Försäljning
Se även vertikal integration.
Företaget hade inga egna butiker i detaljistledet, utan affärsmodellen byggde på ett strategiskt nätverk av grossister och återförsäljare, som elinstallationsfirmor, belysningsbutiker och bosättningsmagasin i Sverige och utomlands. Exempel på återförsäljare för vissa av Bröderna Malmströms belysningsarmaturer var Nordiska kompaniet och Kooperativa Förbundet. Exempel på grossister var Elektriska AB Skandia och finska Idman Oy. Större organisationer som exempelvis statliga verk var direktkunder. Elinstallatörer, arkitekter i föreskrivande led och direktkunder samt representanter från grossister och butiker kunde besöka armaturutställningarna i Malmö eller Stockholm där de kunde hämta inspiration, lära sig mer om armaturernas tekniska ljusegenskaper och syna produkterna inför orderläggning. Utländska gäster togs oftast emot i Malmö där de även kunde få en rundtur på fabriken. På den svenska marknaden hade företaget resande distriktssäljare uppdelade på södra, västra och norra delen av landet. Affärsmodellen, på senare tid kallad business-to-business, alltså företag som säljer till företag, var norm bland belysningstillverkarna generellt.

#### Malmströms post
Företaget publicerade den svenska firmatidskriften Malmströms post under åren 1933–1939 med en periodicitet på upp till nio gånger om året. Malmströms post informerade distributörsledet (kunderna) om produktlanseringar, tillverkningsmetoder, juridiska tvister, inköp, glaskupors olika kvaliteter, metallers och legeringars egenskaper, galvaniska och kemiska ytbehandlingsprocesser samt hur handeln på London Metal Exchange fungerade. Malmströms post hade en kundupplysande funktion. Sist i varje utgåva publicerades det aktuella kopparpriset på världsmarknaden. Kopparnoteringen påverkade prissättningen på armaturerna eftersom mässing, brons och rödmetall till större del består av koppar. Även marknadens reaktioner på 1930-talets finanskris, och ekonomins återhämtning fram till en svår brist på industriell arbetskraft före utbrottet av andra världskriget, redogjordes för i tidskriften.

#### Nyckeltal
Under 1900-talets första hälft var de flesta renodlade svenska armaturfabrikerna belägna i Malmö. Av dem var Bröderna Malmströms den största producenten både sett till antal anställda och salufört värde. Bröderna Malmströms, och under ett par år även Malmö metallvarufabrik, räknades som medelstort företag medan övriga räknades som små företag. Under efterkrigstiden var Malmö Sveriges ledande industriregion med högre sysselsättningsgrad inom tillverkningsindustrin än både Stockholm och Göteborg. Om vi plockar ut några årtal över en tjugoårsperiod, och tittar på den industristatistik som finns att tillgå, så förhåller sig Malmös äldsta belysningsproducerande metallvarufabriker till varandra på följande sätt.
| Årtal | Andersson & Lundgrens metallvarufabrik | Andersson & Lundgrens metallvarufabrik | Bäckströms metallvarufabrik, Einar | Bäckströms metallvarufabrik, Einar | Elektrometall | Elektrometall     | Hansson & Co, E | Hansson & Co, E   | Malmströms metallvarufabrik, Bröderna | Malmströms metallvarufabrik, Bröderna | Malmö metallvarufabrik | Malmö metallvarufabrik |
| Årtal | Anställda                              | Försäljning (tkr)                      | Anställda                          | Försäljning (tkr)                  | Anställda     | Försäljning (tkr) | Anställda       | Försäljning (tkr) | Anställda                             | Försäljning (tkr)                     | Anställda              | Försäljning (tkr)      |
| ----- | -------------------------------------- | -------------------------------------- | ---------------------------------- | ---------------------------------- | ------------- | ----------------- | --------------- | ----------------- | ------------------------------------- | ------------------------------------- | ---------------------- | ---------------------- |
| 1933  | –                                      | –                                      | 21                                 | 170                                | –             | –                 | –               | –                 | 93                                    | 489                                   | 52                     | 338                    |
| 1936  | –                                      | –                                      | 32                                 | ▲ 323                              | 9             | 84                | 26              | 185               | 91                                    | ▼ 455                                 | 57                     | ▲ 427                  |
| 1940  | –                                      | –                                      | 29                                 | ▼ 195                              | 10            | ▼ 67              | 27              | ▲ 230             | 95                                    | ▲ 510                                 | 33                     | ▼ 316                  |
| 1943  | 12                                     | 229                                    | 22                                 | ▲ 341                              | 7             | ▲ 135             | 29              | ▲ 417             | 96                                    | ▲ 950                                 | 31                     | ▲ 600                  |
| 1946  | 11                                     | ▼ 207                                  | 21                                 | ▲ 467                              | 7             | ▲ 161             | 28              | ▲ 570             | 107                                   | ▼ 862                                 | 30                     | ▲ 745                  |
| 1950  | 8                                      | ▼ 146                                  | 20                                 | ▼ 438                              | 6             | ▲ 175             | 20              | ▼ 301             | 73                                    | ▲ 983                                 | 28                     | ▲ 754                  |
| 1953  | –                                      | ▼ 97                                   | –                                  | ▲ 444                              | –             | ▲ 269             | –               | ▼ 300             | 10                                    | ▲ 1 000                               | 5                      | ▼ 718                  |

Uppgifterna förstärker implicit bilden av att andra världskrigets stränga villkor, som varuknapphet och inkallelser av personal till krigsmakten, med några få undantag påverkade metallvarufabrikernas resultat negativt. En konkret orsak till råvarubristen, gällande främst metallerna koppar och zink i det här fallet, var västspärren under tyska ockupationen av Danmark och Norge som inleddes den 9 april 1940. Flera av tillverkarnas kataloger uttrycker situationen explicit som svårigheter att infria leveranslöften under krigets betingelser med råvarubrist.
Se även Operation Weserübung.
Bröderna Malmströms kunde däremot öka produktionstakten tack vare fortsatta beställningar från Statens järnvägar med anledning av den kraftiga utbyggnaden av järnvägselektrifieringen vilken inte såg någon avmattning trots krigsförhållandena. SJ var en militärstrategisk resurs för landet och statsbanedriften skulle nu i möjligaste mån frigöras från beroende av importerat kol. Bidrog till utvecklingen gjorde också nya beställningar från Statens ammunitionsnämnd (senare Kungliga krigsmaterielverket) från år 1940. Till svenska försvaret levererade företaget krigsmateriel av metall under beredskapsåren och en tid efteråt. I sammanhanget kan nämnas att även Arvid Böhlmarks lampfabrik, Sveriges då största producent av belysningsarmatur, också är med i firmaregistret över leverantörer till Statens ammunitionsnämnd.
De fabriker som krigsmakten valde ut till leverantörer kunde få privilegier som råvara i form av statligt skrot som smältes ner och göts om på nytt, insamling och fördelning av material organiserades av Statens industrikommission, eller i form av råämnen från statligt utvalda bruk, samt garanterad arbetskraft. Hos dessa fabriker uppstod med andra ord inte leveransproblem på samma sätt.
Samtliga fabriker i tabellen ökade omsättningen kraftigt mellan åren 1940 och 1943 vilket delvis kan förklaras av de allmänna prisstegringar orsakade av inflation som ägde rum dessa år. Det framgår också att Malmö metallvarufabrik och Erik Hansson & Co hade den mest effektiva produktionen sett till salufört värde per anställd i medeltal (17 637 kr respektive 17 497 kr) över 15-årsperioden 1936–1950. Medan Bröderna Malmströms hade den minst effektiva produktionen enligt samma ekonomiska mått (8 357 kr) vilket återspeglar graden av hantverksmässiga metoder. År 1946 var den genomsnittliga årslönen för en vuxen industriarbetare 4 790 kr och för en minderårig 2 218 kr. Löneutvecklingen i hela industrisektorn var 76 procent mellan åren 1935 och 1946 samt 220 procent mellan åren 1939 och 1953. Arbetsgivaravgifter (1960), avtalspension och kollektivavtalad tjänstegrupplivförsäkring (1963) hade inte införts ännu. Metallvarufabrikernas största kostnader förutom löner var metallråvara och energi. Under denna period drevs verkstadsmaskiner med elmotorer sedan länge medan gjuterierna fortfarande eldade med koks.

#### Omsättningsskatten
Se även mervärdesskatt i Sverige.
Omsättningsskatt (SFS 1940:1000), förkortat oms, föregångaren till mervärdesskatt (moms som infördes 1969), infördes år 1941–1947 för att finansiera försvarets ökade kostnader. Detta var emellertid en skatt på konsumenthandel och togs inte ut direkt från fabrikerna. Däremot kunde omsättningsskatten påverka försäljningen indirekt genom höjda priser i konsumentledet. Omsen utgick i första hand vid yrkesmässig försäljning av butikshandelsvaror. Vissa inköp till fabrikerna som möbler och kontorsmaskiner påfördes oms men inte verkstadsmaskiner eller exempelvis koks.
Omsättningsskattens tillämpning inom elbranschen var föremål för gemensamma överläggningar mellan personer hos de ledande organisationer inom branschen som representerade tillverkning, grosshandel och detaljhandel. Det diskuterades exempelvis om belysningsproducenternas utställningslokaler skulle räknas som butik eller inte. Dessa utställningar vände sig normalt inte till konsumenter utan till detaljister och elinstallatörer som i näringskedjan var länken före slutkunder där skatten skulle tas ut. Generellt medförde omsen bestämmelser där det ibland var oklart vem som var producent och konsument.
Centrala omsättningsskattenämnden var tydlig med att inom området elektriska maskiner och elektrisk materiel skulle till butikshandelsvara räknas ”belysningsarmatur med undantag av så kallad industri- och marinarmatur samt gatuarmatur”. Bröderna Malmströms liksom de flesta andra producenter sålde både och. Till butikshandelsvara räknades förstås också glödlampor.

### Facklig organisering
Företagets verkstadsklubb nr 10 bildades år 1916 och tillhörde Malmös största fackförening Svenska metallindustriarbetareförbundets avdelning 4. Verkstadsklubbens ordförande (1946) var svarvaren Axel Rosberg. Även Svenska gjutareförbundet, avdelning 2 i Malmö, var representerat på företaget. I synnerhet genom gjutmästare K E Johansson som var ordförande för hela den fackliga avdelningen och hade flera fackliga förtroendeuppdrag. Facklig organisation för verkmästaren på företaget var Sveriges arbetsledareförbund. Verkmästarens roll var att leda förmännens arbete och innefattade ett kvalitetsansvar. Bland övriga uttalade yrkesroller kan nämnas belysningsarkitekt, konstruktör, ritare, handelsresande säljare, förman, lagerchef, lagerarbetare, fabriksarbetare, svetsare, montör, formare, kärnmakare, smältare, gördelmakare, ciselör, slipare, verktygsmakare, galvanisör, sömmerska och nålmakare.
Verkstadsavtalet (sedan år 2004 Teknikavtalet IF Metall) var det dominerande fackliga avtalet bland belysningsproducenter i Malmöregionen i mitten på 1900-talet. Om vi tittar på den fackliga organiseringen för enbart metallarbetare på just belysningsproducerande företag i Malmö år 1953 så fördelar den sig enligt följande inom fackförbundet Metalls avdelning 4.
| Avtal                             | Arbetsplats                            | Medlemmar | Medlemmar |
| Avtal                             | Arbetsplats                            | Antal     | Andel (%) |
| --------------------------------- | -------------------------------------- | --------- | --------- |
| Verkstadsavtalet, riks            | Bäckströms metallvarufabrik, Einar     | 10        | 6         |
| Verkstadsavtalet, riks            | Elektrometall                          | 7         | 4         |
| Verkstadsavtalet, riks            | Hansson & Co, E                        | 14        | 9         |
| Verkstadsavtalet, riks            | Malmö metallvarufabrik                 | 20        | 12        |
| Verkstadsavtalet, lokalt          | Malmströms metallvarufabrik, Bröderna  | 65        | 41        |
| Verkstadsavtalet, lokalt          | Skånska armaturfabriken                | 10        | 6         |
| Mekaniska verkstäder, lokalt      | Bergbom & Co                           | 28        | 18        |
| Ej i vanlig ordning tecknat avtal | Andersson & Lundgrens metallvarufabrik | 5         | 3         |
| Totalt                            | Totalt                                 | 159       | 100       |

### Leverantörer
De huvudsakliga inköpen till fabriken var obearbetad mässingsråvara i kvantiteter om 25–60 ton per år och metallhalvfabrikat (plåt, band, kabeltråd, skenor, stänger, profiler och rör) av mässing och andra legeringar samt gjuterikoks för energiförsörjning till smältning. En av huvudleverantörerna var Finspongs Metallverk som ansågs vara en av de mest kunniga i Europa på framställning av halvfabrikat (smältning, valsning, pressning och dragning) från råmaterial av icke-järnmetaller som 
- koppar från USA, Chile och Belgien,
- aluminium från Schweiz,
- zink från Norge och Polen,
- bly från Tyskland och Mexico samt
- tenn från Holland, England och Norge.[44]

Bröderna Malmströms var inköpare av treskiktiga överfångsglas i flera färger samt andra belysningsglas (klara, etsade, matterade, dubbelblästrade) från svenska glasbruk. Bland leverantörerna fanns Flygsfors glasbruk, Lindshammars glasbruk, Rosdala glasbruk och Strömbergshyttan. Även äkta Fresnel-linser inköptes. Spegelreflektorer köptes in från Carl Zeiss i Tyskland. Detaljer för tillverkning av lamphållare köptes in från Ifö porslinsfabrik (isolatorer av steatit) och AB Alpha (bakelitringar). Textildetaljer till lampskärmar köptes in från Spinnstofffabrik Zehlendorf AG i Berlin, Tyskland. Spirallindade dragfjädrar till produkten BM-lampan inköptes från Fjäderfabriken Spiros.
På 1970-talet levererades strängpressad aluminiumprofil från Sapa i Vetlanda till produktion av företagets sängarmaturer.

### Samarbeten

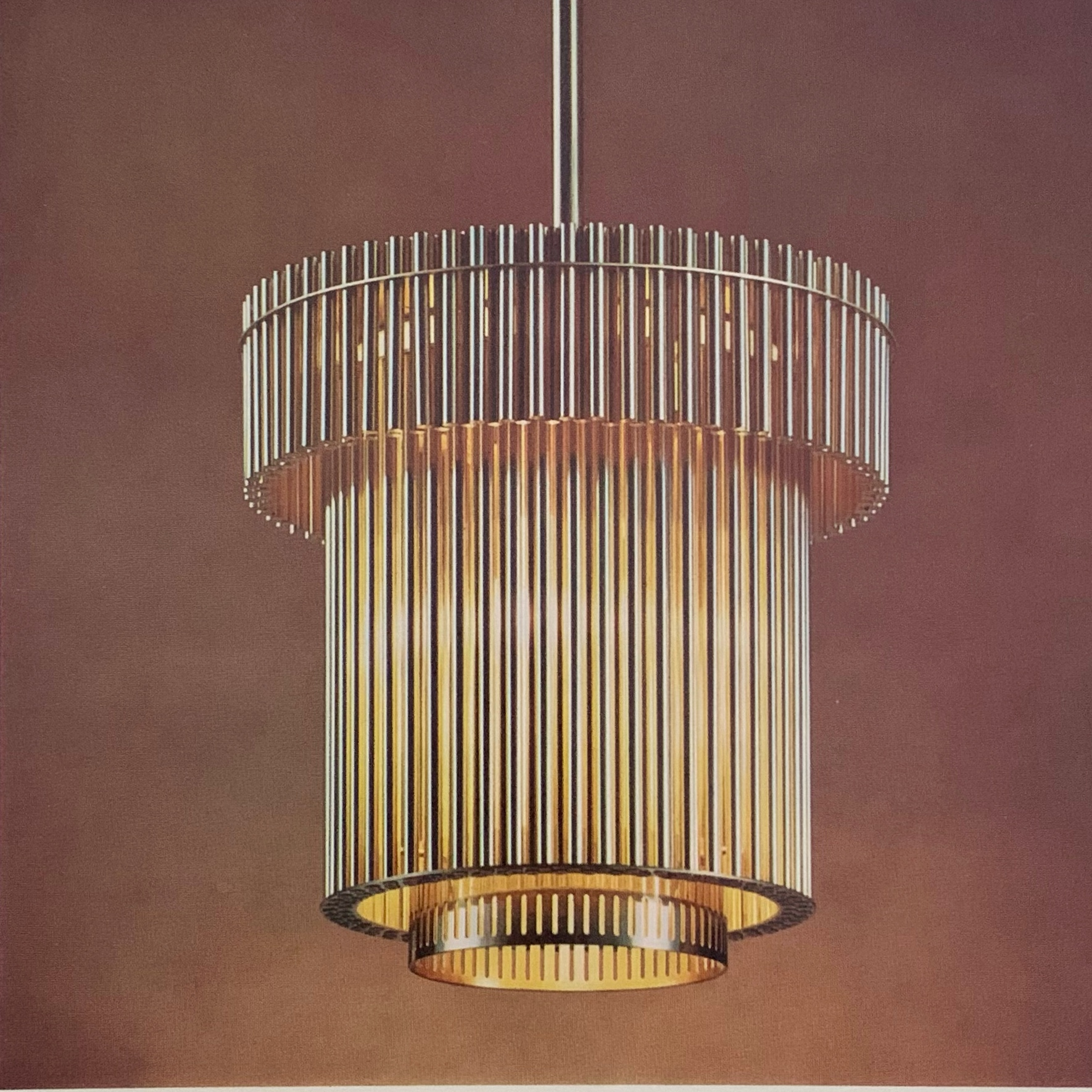
Nr 1670, takpendel, blankpolerad mässing, ritad av Alvar Aalto (1964).

Design- och interiörsamarbeten förekom med externa arkitekter, konstnärer och formgivare. Bland de mest kända fanns Sven Markelius, Carl-Axel Stoltz, Carl-Axel Acking, Elsa Gullberg, Erik Lallerstedt, Elias Svedberg, Åke Huldt, Martin Westerberg, Stig Blomberg, Alvar Aalto och Peter Celsing. Flera av dessa arkitekter hade gemensamt med företagets ledning att de var alumner från Kungliga Tekniska högskolan och medlemmar i Svenska teknologföreningen (STF). STF hade stort inflytande som utgivare av normerande tekniska handböcker och anlitades som remissinstans av statsmakten fram till år 1958. C-A Acking ritade i samband med flera inredningsuppdrag ett femtiotal belysningsarmaturer, ett antal elektriska väggur och ett antal stålrörsmöbler för Bröderna Malmströms under åren 1938–1962. Inte alla kom i produktion.
Samarbete gällande utveckling av sjukhusarmatur förekom med bland andra professor Gösta Forssell som var en internationellt känd profil inom radiologi och cancerforskning. Samarbete gällande järnvägsarmatur och högspänningsapparater förekom med konstruktörer på Maskintekniska byrån (Mbr) och Elektrotekniska byrån (Ebr) hos Kungliga järnvägsstyrelsen (Statens Järnvägar, SJ).
Det fanns affärsförbindelser med exempelvis Axel Annell samt med finska grossisten Idman Oy om produkter formgivna av Paavo Tynell och Gunnel Nyman strax innan Idman, från att ha varit majoritetsägare, förvärvade samtliga aktier i Tynells bolag Oy Taito Ab åren 1953–1954.
Merparten av artiklarna var emellertid av egen design och konstruktion.

### Korpidrott
Bröderna Malmströms tävlade i Malmös korporationsserier i fotboll och bordtennis under 1930- och 1940-talen. År 1942 vann företaget bordtenniskorpen i den näst högsta klassen med spelarna och medarbetarna Göte Olsson och Gert Nilsson.

## Historia

### Starten
Företagsnamnet börjar sin historia med bröderna Per Malmström (född 1846) och Olof Malmström (född 1849) som etablerade en verksamhet med namnet Bröderna Malmström (utan genitiv-s) år 1881 på adress Rundelsgatan 16 i centrala Malmö. (Beläget Rundelsgatan 14 idag.) Per Malmströms söner Sven Malmström och Hugo Malmström tog över företaget år 1903 och anmälde enligt handelsregistret att de ämnade ”idka härstädes fabriksrörelse i bolag för tillverkning af ljuskronor mm under firma Sven & Hugo Malmströms metallvarufabrik”. De behöll adressen Rundelsgatan 16 där de tillverkade belysningsarmatur för gas, fotogen och elektricitet. Fadern Per Malmström var gördelmakare till yrket och det gick i arv framför allt till yngre sonen Hugo. Deras företag kallades ibland ”gördelmakarefirma” i medierna.
Efter en tid på närbelägna adresserna Baltzarsgatan 13 och Djäknegatan 5 flyttade verksamheten år 1911 till nya fabriksfastigheten Axel XI (nu Axel 33) på Porslinsgatan 7 i hörnet Skansgatan. Härifrån exporterade företaget bland annat till Ryssland i skarp internationell konkurrens med flera företag i Berlin, dit Sven Malmström ofta reste, och Warshau (Warszawa) men år 1917, i samband med ryska revolutionen, frös affärsförbindelserna och brödernas verksamhet led stora förluster på grund av uteblivna betalningar.
Sven Malmström, som var den av bröderna som höll i affärerna, avled blott 42 år gammal den 12 maj år 1918 på Ulricehamns sanatorium. Diagnosen nämns inte men spanska sjukan härjade vid samma tid. Året efter sålde brodern Hugo verksamheten till Elektriska AB Chr Bergh & Co som hade en omsättning år 1918 på tolv miljoner kr. Vid tidpunkten för affären år 1919 räknades Sven & Hugo Malmströms metallvarufabrik till ”en av landets äldsta och bäst utrustade fabriker för elektrisk armatur” med en omsättning på cirka 1,5 miljoner kr. Chr Bergh & Co förvärvade vid samma tidpunkt även AB Karlstad Elektriska Installationsbyrå och ingenjörsbyrån AB Lalander & Friberg i Stockholm samt införlivade formellt redan tidigare majoritetsägda Svalöfs Maskinverkstäder AB i bolaget. Karlstadfilialen försvann år 1924 då Karlstad Elektriska upphörde.
En annan gemensam nämnare mellan Malmströmbröderna och Chr Bergh & Co var ciselören Idoff Göransson. Han arbetade på Sven & Hugo Malmströms metallvarufabrik före år 1911, där han fick ”beröm för sin hantverksskicklighet”, och senare på Chr Bergh & Co, först i Malmö och sedan i Svalöv, fram till år 1919 då han lämnade sin anställning för att starta företaget Ystad-Metall.

### 1920-talet

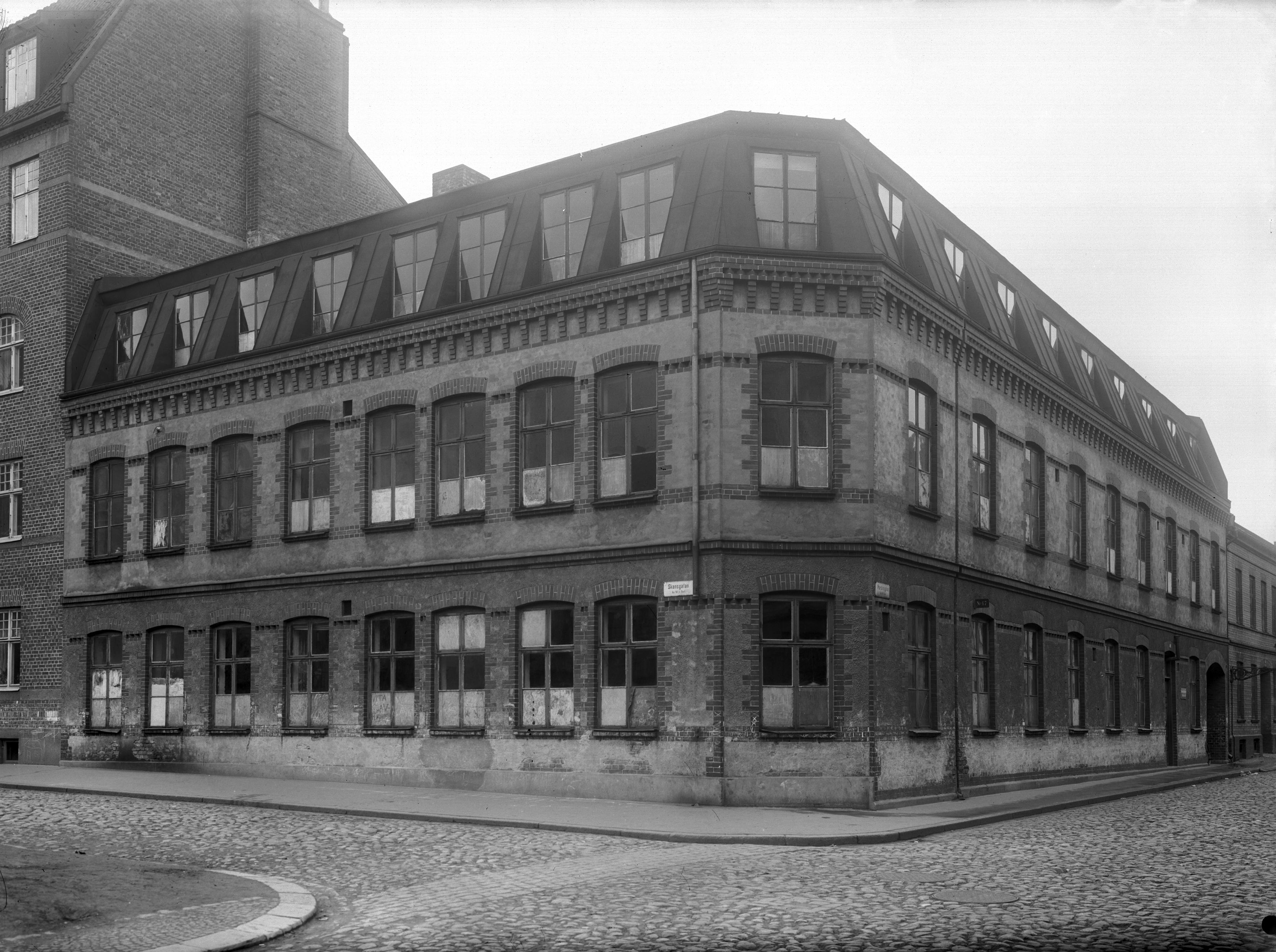
Fabriksfastigheten på Porslinsgatan 7, hörnet Skansgatan, Malmö (1919).

År 1926 tog Luth & Roséns Elektriska AB i Stockholm över Elektriska AB Chr Bergh & Co som nu förutom i Malmö och Stockholm också hade filialer i Göteborg, Växjö och ett flertal orter samt i Norge via Carl A Haakensen. Men de gamla brödernas verksamhet ingick inte i affären. Fabriksfastigheten på Porslinsgatan 7 med en areal på 521 m2 köptes den 1 april 1926 av AB Chr Berghs försäljningschef, Karl Gustaf Lindesvärd, från AB Sydsvenska Banken för köpeskillingen 95 000 kr. Banken hade övertagit fastigheten sedan AB Chr Bergh & Co hade råkat i ekonomiska bekymmer på grund av den deflationskris och lågkonjunktur som präglade Sverige under mellankrigstiden. Lindesvärd hade då varit anställd på Chr Berghs huvudkontor i två år och arbetat med bland annat omfattande upphandlingar.
I samband med köpet av fastigheten startades det nya företaget Bröderna Malmströms metallvarufabrik, namnet till trots utan några bröder, med kontor och verkstad på samma adress som tidigare. Namnet valdes med tanke på att det sedan flera år var inarbetat på marknaden. Cirka tio utvalda anställda, verkmästare och kontorspersonal, följde med från det gamla företaget in i det nya. Verkmästare Johan Jakobsson hade arbetat för de två tidigare arbetsgivarna på adressen i tolv år. Jakobsson var kunnig inom både industriell och konstnärlig verksamhet eftersom han var utbildad guldsmed och hade tidigare praktiserat som sådan hos hovjuvelerare Emil O Möller i Malmö samt i Köpenhamn.
De fyra åren mellan 1925 och den stora krisens utbrott 1929 betecknade höjdpunkten på mellankrigstidens utveckling. Dessa fyra år visade en ovanligt stark återhämtning för Europas del. 1920-talet saknade motstycke också i fråga om principiella framsteg på produktionsmetodernas område. Moderna maskiner, verktyg och inventarier köptes in till det nya företaget. Efter 14 dagar var produktionen igång. En period av förnyelse inleddes. K G Lindesvärd utvecklade verksamheten till att omfatta mer än bara produktion av belysningsarmatur. Bland annat sjukhusarmatur, järnvägsarmatur och högspänningsapparater, stålrörsmöbler och finmekaniska detaljer som lamphållare och vippströmbrytare togs in i tillverkningsprogrammet. Även ett antal dekorativa metallföremål började tillverkas.
Företaget levererade elektrisk belysningsarmatur och högspänningsapparater till Kungliga järnvägsstyrelsen (Statens järnvägar, SJ) från starten år 1926 i samband med elektrifieringen av Västra stambanan. SJ blev en betydelsefull kund under en lång följd av år.
Den 18 december 1929 registrerades bolagets firmamärke med de fem ljusstrålarna av juridiska ombudet A W Anderson i Malmö hos Kungliga patent- och registreringsverket med nr 36640 för ”helfabrikat av metall … såsom belysningsarmatur, rörarmatur, sanitetsgods, värmeströmbrytare mm”.

### 1930-talet
Bröderna Malmströms hade en god tillväxt tack vare järnvägselektrifieringens kraftiga expansion. Statens Järnvägars leverantörer med framför allt Asea i spetsen befann sig i en för många företag avundsvärd situation givet det kärva ekonomiska läget i början av 1930-talet. SJ:s leverantörer fick dessutom signaler från statligt håll om en ljus framtid. År 1931 låg planerna för fortsatt elektrifiering av järnvägen minst tio år framåt. I praktiken skulle den pågå längre än så. Under 20-årsperioden 1931–1950 elektrifierades en banlängd av mer än 5 000 km. Personvagnsparken som på sikt skulle anpassas för elektrisk drift vad gällde främst värme och belysning uppgick till 4 000–5 000 vagnar. Till detta kom olika typer av specialiserade vagnar.
| Årtal | Total banlängd vid årets slut (km) | Härav elektrifierad banlängd | Härav elektrifierad banlängd | Genomsnittlig årlig ökning av elektrifierad banlängd (km) |
| Årtal | Total banlängd vid årets slut (km) | Sträcka (km)                 | Av total banlängd (%)        | Genomsnittlig årlig ökning av elektrifierad banlängd (km) |
| ----- | ---------------------------------- | ---------------------------- | ---------------------------- | --------------------------------------------------------- |
| 1900  | 11 303                             | 11                           | 0,1                          | –                                                         |
| 1910  | 13 829                             | 31                           | 0,2                          | 2                                                         |
| 1920  | 15 160                             | 380                          | 2,5                          | 35                                                        |
| 1925  | 15 981                             | 735                          | 5                            | 71                                                        |
| 1930  | 16 810                             | 1 206                        | 7                            | 94                                                        |
| 1935  | 16 772                             | 2 726                        | 16                           | 304                                                       |
| 1940  | 16 756                             | 4 444                        | 26                           | 344                                                       |
| 1945  | 16 711                             | 5 507                        | 33                           | 213                                                       |
| 1950  | 16 640                             | 6 303                        | 38                           | 159                                                       |
| 1955  | 16 352                             | 6 966                        | 43                           | 133                                                       |

Den elektriska industrin drabbades generellt i mindre grad än andra industrier av den stora depressionen. Elektrisk belysningsarmatur var en så kallad ”ung vara” som efterfrågades i allt högre grad med anledning av den pågående samhällsomvandling som brukar sammanfattas med begreppet andra industriella revolutionen och dess effekter. Inflyttning till städerna, en gynnsam ålderspuckel med förhållandevis många unga människor i förvärvslivet, påföljande bostadsproduktion, byggnads- och anläggningsproduktion samt elektricitetens utbredning. Allt detta ökade kraftigt. Elektricitet räknas till en på engelska kallad general-purpose technology. En sådan teknologi kännetecknas av att den stöper om hela samhällsekonomin. Elektriciteten gav upphov till nya industrier och typer av affärsverksamheter. Producenter av elektriska varor gynnades av utvecklingen.
Som en naturlig följd av detta expanderade företaget. År 1933 hade ett hundratal anställda sin arbetsplats på Porslinsgatan 7 i Malmö och på företagets kontor med utställningslokal på Sveavägen 25–27 i Stockholm. Stämpelklocka infördes på fabriken. Företaget hade sedan en tid exporterat belysningsarmatur till ett flertal länder. Svensk export gynnades av en lågt värderad svensk krona som orsakades av att Sverige liksom de övriga nordiska länderna dels frångick guldmyntfoten hösten 1931 och dels förde en expansiv finanspolitik under resten av mellankrigstiden.
Företaget exporterade bland annat järnvägsarmatur till den relativt nya republiken Turkiet via vagnstillverkaren Kalmar Verkstad. Under januari–mars 1933 levererades förutom utrustning till järnvägsvagnar de första exteriöra belysningsarmaturerna avsedda för SJ:s bangårdar i samband med elektrifieringen av Södra stambanan.
År 1934 lanserades företagets första patent som satt i en väggmonterad belysningsarmatur med indirekt ljusprincip för sjukhus.
Hösten 1935 investerades i en helt ny elektrogalvanisk avdelning, vilket ansågs vara ”en av de allra viktigaste avdelningarna ... i en fabrik för tillverkning av belysningsarmatur”. Det var framför allt ytterligare en förkromningsanläggning med högre kapacitet samt anläggningar för udylitisering (kadmiering) och parkerisering (fosfatering), båda rostskyddsprocesser för vilka företaget fick licens, som installerades. Den modernare och högre kapaciteten på förkromning möjliggjorde bland annat produktion av stålrörsmöbler.
Åren 1937–1938 vann Bröderna Malmströms med sin produkt KG-armaturen ett uppmärksammat patentmål mot den svenska representanten för den tyska Sistrah-armaturen kallad Megaphos i Sverige. Först i Malmö rådhusrätt och sedan i hovrätten.
Företaget hade blivit en etablerad leverantör av belysningsteknisk armatur till både svenska och utländska kunder och blev allt oftare tillfrågad om att producera specialritad belysningsarmatur till nya inredningsprojekt. Bekymret var att hitta kvalificerad arbetskraft. Den 23 november 1938 inköptes den intilliggande fastigheten Axel IX (nu Axel 35) på Porslingsgatan 3 för att användas som kontorslokaler, utställningshall och för att frigöra utrymme i fabriken. Mot slutet av 1930-talet var bankräntan låg eftersom diskontot var historiskt lågt med sina 2,5 procent. Årtiondets inledande kris hade förbytts i en skenande tillväxt. År 1938 hade Sverige med 50–60 procent den överlägset största produktionsökningen i hela Europa.
Bröderna Malmströms fick prestigeuppdraget att tillverka och leverera all belysning till den svenska paviljongen på världsutställningen i New York år 1939 där arbetet med den konstnärliga gestaltningen leddes av byggnadsrådet Sven Markelius. Armaturerna var designsamarbeten med Markelius samt arkitekterna och formgivarna Carl-Axel Acking och Gustav Axel Berg. Samarbetet särskilt med Helsingborgssonen Acking, som precis hade startat egen arkitektfirma i Stockholm, skulle komma att fortsätta och även bidra till det stilideal som brukar kallas Swedish Modern.

### 1940-talet
Under 1940-talet hade företaget sin storhetstid och publicerade sina mest omfattande kataloger med modern belysningsarmatur, stålrörsmöbler, teknisk belysning och sjukhusarmatur samt registrerade fyra av sina sex patentskydd. Företaget ökade omsättningen kraftigt. Järnvägselektrifieringen fortsatte i jämn takt under krigets första år eftersom staten var ännu mer angelägen om att öka oberoendet av importerat drivmedel. År 1942 hade Sverige fått världens längsta sammanhängande elektrifierade järnvägslinje, Trelleborg–Riksgränsen, en sträcka på 2 022 km. Under andra världskriget infördes ransonering på bland annat bensin vilket medförde att SJ, som efter riksdagsbeslut om förstatligande skulle ta över hela det svenska järnvägsnätet, fick ännu mer att göra. Mellan åren 1938 och 1944 mer än fördubblades persontrafikvolymen på de svenska järnvägarna medan godstrafikvolymen ökade med cirka 70 procent.
År 1943 började företagets första armaturer för lysämneslampor (lysrör) att produceras. De formgavs i samarbete med arkitekt Carl-Axel Acking. Två av dessa lysrörsarmaturer registrerades för mönsterskydd.
Produktionstakten var hög och vittnesuppgifter gör gällande att fabriken ”var en urusel arbetsplats miljömässigt”. Därför beslutades att fabriks- och kontorslokalerna på Porslinsgatan skulle moderniseras och byggas ut. Den 2 oktober 1944 inköptes fastigheten Axel X (nu Axel 35), Porslinsgatan 5, som revs och återuppfördes som ny maskinverkstad, lagerlokaler och moderna omklädningsrum med sanitetsytor. Nybyggnationen på Porslinsgatan 5 utfördes av byggaktiebolaget Tector.
Den 25 augusti 1945, strax efter den stora metallstrejken, slogs fastigheterna Axel IX och Axel X, Porslinsgatan 3 och 5, samman till Axel 29 (nu Axel 35) och fick en gemensam entré. År 1946, lagom till verksamhetens 20-årsjubileumsfirande den 13 april, stod bygget klart. I samband med firandet av 20-årsjubiléet i de nya lokalerna delades Kungliga patriotiska sällskapets guldmedalj ut till 18 medarbetare för lång och trogen tjänst. Bland dem fanns verkmästare Jakobsson som då hade haft sitt arbete på fabriken hos tre olika arbetsgivare i 32 år. Kontraktsprost Albert Lysander delade ut medaljerna. 
Bröderna Malmströms växte organiskt i egna fastigheter på Porslinsgatan 7, 5 och 3. Antalet anställda här var som mest cirka 140 st. År 1947 var Bröderna Malmströms Sveriges tredje största belysningstillverkare, efter Arvid Böhlmarks lampfabrik och Cebe som hade växt kraftigt efter Aseas övertagande, räknat till antalet anställda.

### 1950-talet
Företaget började i allt större utsträckning utöver standardsortimentet att tillverka specialarmatur och genomföra projektering av hela belysningsanläggningar. Lysrörsarmatur började tillverkas i större skala. I början av 1950-talet exporterade företaget belysningsarmaturer till länder på fem kontinenter. Omvärldens behov av produkter var efter krigets förstörelse mycket stort.
År 1956 hamnade Bröderna Malmströms i en juridisk tvist med storkunden SJ. Efter det upphörde samarbetet med SJ och företaget tappade en mångårig och stabil intäktskälla. Händelsen sammanfaller med SJ:s första driftunderskott sedan krisåren 1918–1919.
Den hårda konkurrensen på marknaden för belysningsarmatur, bland annat med kapitalstarka Aseas strategiska satsning på Cebe, de svenska så kallade EPA-företagen och ökat inflöde av billiga produkter från Tyskland, bidrog till prisfall. Relativt billiga plast- och glasfibermaterial introducerades i snabb takt på nya kreativa sätt, bland annat i Sverige av arkitekterna Hans Bergström för Ateljé Lyktan och Peder Nyblom samt en ny generation formgivare och konstnärer som Lars Rolf, Ted Dyrssen, Inga Hellman med flera, vilket överlag utmanade armaturtillverkare som var specialiserade på metallbearbetning och belysningsglas. Krav på löneökningar från fackligt håll, bland annat med Rehn-Meidner-modellen och den solidariska lönepolitiken som bakgrund, samt kommande införsel av arbetsgivaravgifter bidrog samtidigt till högre kostnader. Omsättningsskatt (oms) som återinfördes och mervärdesskatt (moms) som senare ersatte den var drivkrafter för billigare produkter framför allt på konsumentmarknaden. Den första generationens fabriker, med sina äldre produktionsmetoder före de numeriskt styrda maskinernas revolutionerande intåg, inom den mindre svenska industrigrenen ”lamptillverkning” såg början till slutet.
Den 1 januari 1957 införde företaget 45 timmars arbetsvecka med fria lördagar. Något som infördes för industriarbetare i Sverige först år 1960 respektive år 1976. Olika uppfattningar om lönekompensationens storlek för den kortare arbetstiden med avseende på olika löneformer (tidlön och prestationslön) samt helgdagar ledde till en fällande dom i arbetsdomstolen den 4 september 1958 till favör för yrkanden från Metallindustriarbetareförbundets avdelning 4. Det var det första uppmärksammade målet i AD som Metall i Malmö hade haft. Att omorganisera så att sysselsättningsgraden och även lönen minskar brukar från fackligt håll kallas hyvling.
År 1957 ställde bolaget in betalningarna, sålde av tillgångarna i fastigheterna och rekonstruerade bolaget med det nya namnet Aktiebolaget BM-armatur. BM-armatur skalade ner verksamheten och flyttade, till nyrenoverade men mindre fabrikslokaler på Malmövägen 154 i Klågerup, Svedala kommun utanför Malmö, med cirka 20 anställda. Byggnaden som förvärvades och byggdes om till fabrik var tidigare känd som Vinninge folkskola.
Från och med nu inriktade sig bolaget huvudsakligen på att utveckla teknisk armatur för sjukhus och vårdrum. Strategin var att ompositionera företaget tydligare mot offentlig sektor och låta intäkter från vårdmarknaden ersätta intäkter från statliga verk.

### 1960-talet

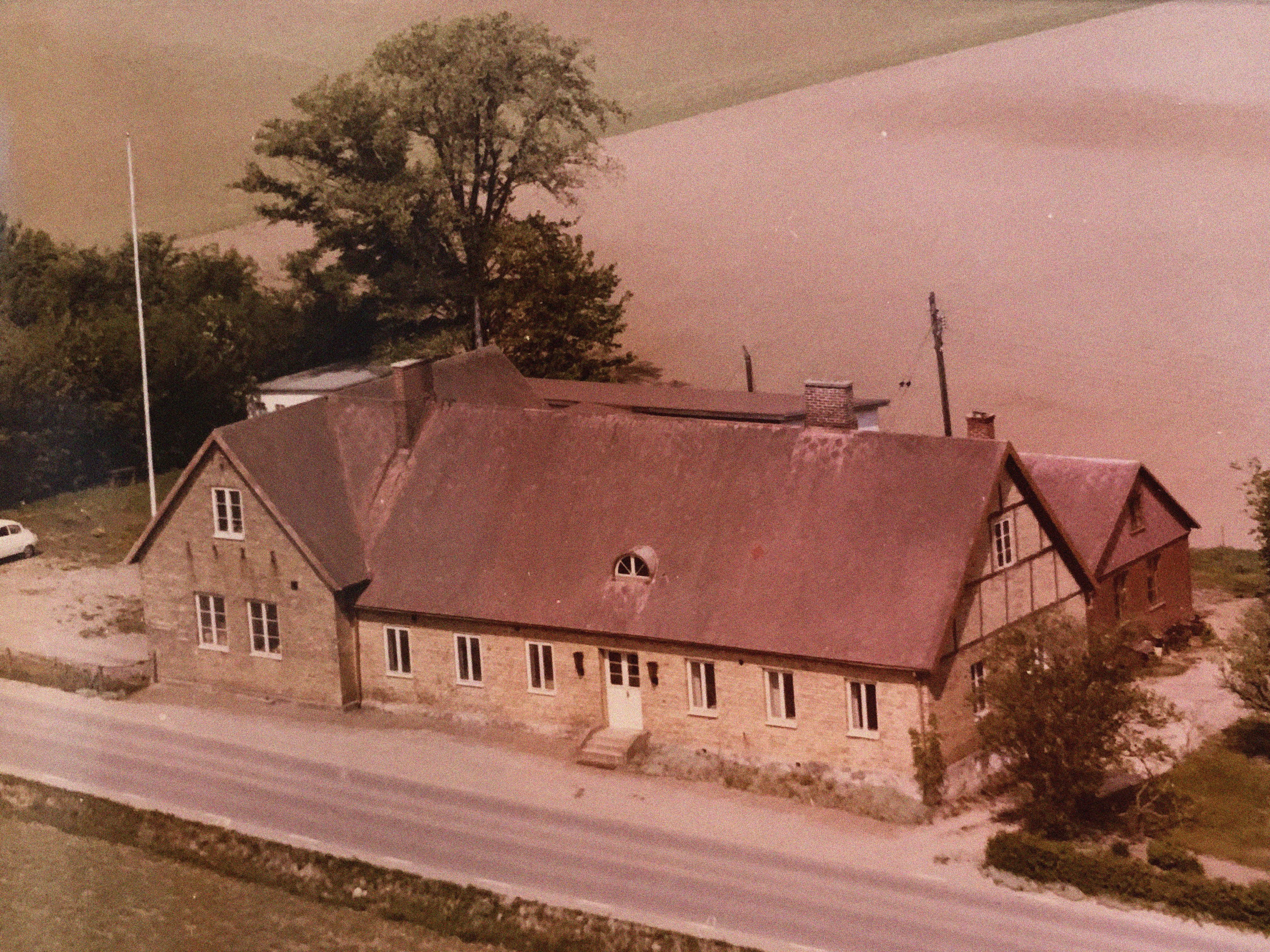
AB BM-armatur, fabriksfastighet i ombyggda Vinninge folkskola, Klågerup (ca 1960).

Produktion av belysningsarmatur fortsatte, med utveckling åt det moderna hållet med avskalade former och enklare konstruktioner av lackerad plåt och plexiglas, medan sängarmatur, vårdrumspaneler och annan specialarmatur för sjukhus gjorde entré i företagets produktkataloger. Sängarmaturerna utvecklades från slutet av 1950-talet vilket motiverades av bland annat en kraftig svensk utbyggnad av den offentliga servicen med omsorg, sjukvård, med mera. Konkreta moderniseringar efterfrågades av Centrala sjukvårdsberedningen, CSB (1943–1967), som tillsattes av Medicinalstyrelsen med avsikt att uppnå standardisering och rationalisering på det sjukhustekniska området.
Dessa produkter var specialdesignade för en komplex, modern vårdmiljö där behov hos både patienter och vårdpersonal kunde tillgodoses på nya sätt tack vare elektronikens möjligheter. I samband med produktion av sängarmaturer startades tillverkning av mönsterkort. De relativt kostsamma sängarmaturerna välkomnades på den växande marknad som utgjordes av en kraftigt expanderande offentlig vårdsektor både i Sverige och Danmark. Åren 1965–1975 växte den offentliga tjänstesektorn mest av alla sektorer i Sverige med en ökning från 760 000 till en miljon sysselsatta personer. Danmark hade en liknande utveckling.

### 1970-talet
Trots namnbytet flera år tidigare hade BM-armatur hållit fast vid sin gamla identitet och firmamärke. Men i början av 1970-talet byttes firmamärket till ett nytt med ett modernare uttryck som företaget ansåg passa de nya elektrotekniska produkterna bättre.
År 1974 avvecklades Aktiebolaget BM-armatur efter att innehavaren K G Lindesvärd drabbats av sjukdom. Han hade då blivit 80 år gammal och drivit företaget i 48 år. Bolagets tillgångar såldes på auktion. En av företagets äldre maskiner hamnade på Malmö Tekniska Museum. Varumärket BM-armatur fortsatte leverera sjukhusarmatur via licenser ett par år efter likvidationen.
Den 19 december 1977 påbörjades rivningsarbetet av företagets ursprungliga fabriksfastighet på Porslinsgatan 7, kvarteret Axel, Östra Förstaden, i centrala Malmö. Här uppfördes under följande år ett flerbostadshus som fick fastighetsbeteckningen Axel 33. Kontors- och fabriksfastigheterna på Porslinsgatan 3 och 5 står kvar men används inte längre för industriell verksamhet.

## Patent- och mönsterskydd

### Patentskydd
1. Belysningsarmatur för sjukhus (Sverige 1934–1951),[105] ombud Tage Nilsson, patentbyrån A W Anderson.
2. Karbidlampa (Sverige 1940–1957),[136] ombud Tage Nilsson, patentbyrån A W Anderson.
3. Kronljuslamphållare, så kallad ljusimitationslamphållare (Sverige 1942–1959 och Danmark 1944),[137][138] ombud Tage Nilsson, patentbyrån A W Anderson.
4. Strömtillförsel för utbalanserad bärarm i elektriska armaturer (Sverige 1944)[139] avsedd för ledarmaturen BM-lampan.
5. Nippel för genomföring av elektrisk kabel (Sverige 1945).[140]
6. Vårdrumsarmatur (Sverige 1974 och Danmark 1975).[141][142]

### Mönsterskydd
1. Modell till belysningsarmatur (nr 2700 BM-lampan), registrerat 1944-06-17, ombud Fredrik Fleron, patentbyrån A W Anderson.
2. Modell till lysrörsarmatur (nr 1568), registrerat 1944-08-10, ombud Fredrik Fleron, patentbyrån A W Anderson.
3. Modell till lysrörsarmatur (nr 1569), registrerat 1944-08-10, ombud Fredrik Fleron, patentbyrån A W Anderson.[143]

## Produkter

### Belysningsarmatur (1904–1974)
Från att ha varit tillgängligt främst i offentliga rum och förbehållet samhällets högborgerliga kretsar fick elektrisk belysning sitt definitiva genombrott under 1920-talet. Under samma tid kan svensk formgivning beskrivas som komplex. Uttrycken inom inredning och arkitektur var dels moderna och nyskapande, dels tillbakablickande och eklektiska. Under mellankrigstiden löpte ofta stilepokerna parallellt. Det var typiskt för de större belysningstillverkarna att ha mångfald och stilvariation i sortimentet. Detta märks inte minst i Bröderna Malmströms katalogproduktioner. Tillverkningsprogrammet för belysningsarmatur delades in i de två huvudkategorierna teknisk armatur eller nyttoarmatur och stilarmatur.

#### Teknisk armatur
Den funktionella, rationella, tekniska belysningsarmaturen, var huvudsakligen avsedd för offentliga rum, nya fastighets- och anläggningsprojekt som sjukhus, järnvägar, kontor och affärslokaler. 1933 års katalog över teknisk belysning presenterades som ”Skandinaviens största specialkatalog” på belysningsområdet. Tekniska sortimentet visades upp sida vid sida med detaljerade ljusberäkningar (verkningsgradsmetoden) och delades med hjälp av ljusfördelningskurvor in i de tre underkategorierna övervägande direkt, kvartsindirekt och halvindirekt ljus. Den tekniska armaturens metalldelar förkromades från år 1930. Förkromning som ytbehandling gav armaturerna ett modernt, rent och sobert uttryck. Förkromning gjorde också ytan mer slitstark än förnickling.

#### Stilarmatur
Stilarmaturer efterfrågades av exempelvis hotell, teatrar, biografer, restauranger och privata hem. Stilförrådet omfattade rokoko, nybarock och empir med förlagor från franska konstnärer som Jean-Joseph de Saint-Germain, Pierre Gouthière och Eugène Hazart, samt jugend, Swedish grace och Swedish Modern varav den sistnämnda stilriktningen utvecklades i samarbete med nordiska arkitekter och konstnärer. Den strama och tidiga funktionalismen utvecklades till ett Swedish Modern med mer traditionsbundna, måttfulla inredningsideal där organiska former, dekorationer och romantiserande tendenser fick utrymme. Influenserna från särskilt Frankrike var starka men också från Österrike och formgivaren Karl Hagenauer. Historiska förlagor kunde plockas upp, ritas om och moderniseras för att tas in i sortimentet för stilarmatur. Dit hörde elektriska varianter av exempelvis den florentinska oljelampan från Italien och den franska moderatörlampan.
Sättet att förhålla sig till historiska förlagor och efterbildningar av dessa praktiserades av flera aktörer inom inredning. Ett par skandinaviska exempel är Firma Svenskt Tenn och dess österrikiske arkitekt Josef Frank som tog fram pall 1063 (1941) och stjärnmönstret Borealis efter egyptiska förlagor från Tutankhamons grav samt arkitekt Kaare Klints safaristol KK47000 (1933) vars historiska förlaga var den så kallade Roorkee-stolen som brittiska officerare använde.

#### Kundanpassningar
Inköpare hade stora möjligheter att få produkterna anpassade varför det ibland kunde förekomma avvikelser från de avbildningar som presenterades i katalogerna. Det gällde framför allt varianter på takarmaturers upphängningar, tekniska ytbehandlingar och färger på lackerade detaljer. Variationerna omfattade även färger på överfångsglas och modeller på glas- och textilskärmar. Vissa armaturer tillverkades bara i ett fåtal exemplar, och en del var helt specialframtagna för exempelvis en restaurang, ett styrelserum, en offentlig inredning eller till de exklusiva, kungliga järnvägsvagnarna där belysningsarmaturer utfördes i nysilver.

#### Standardsortiment
Det fanns också produkter i sortimentet som tillverkades och såldes i stora volymer och i stort sett aldrig förändrades. Exempel på det var de mest populära tak- och golvarmaturerna, arbetsbelysningarna, lampetterna och ljusstakarna, delar ur järnvägs- och vårdrumssortimentet, och finmekaniska detaljer som lamphållare, strömbrytare med mera. De mer traditionellt formgivna produkterna, till exempel takkronor av gjuten mässing i holländsk barockstil, gick på tvärs med rådande trender och kunde vara i produktion i över 30 års tid.
Som ett exempel innehåller 1952 års huvudkatalog över belysningsarmatur 468 produkter (204 sidor), bland annat 
- 193 st takarmaturer och takkronor,
- 20 st hemarmaturer för utomhusbruk,
- 14 st golvarmaturer,
- 21 st ljusstakar (varav 9 st golvljusstakar),
- 60 st bordsarmaturer,
- 68 st väggarmaturer,
- 3 st specialarmaturer för sport- och simhallar (undervattensbelysning),
- 1 st ledarmatur för arbetsbelysning i olika utföranden (BM-lampan),
- fler än 50 olika modeller på lampskärmar och
- ett antal prydnadsföremål av gjuten mässing.

#### Sveriges första S-märkta lamphållare

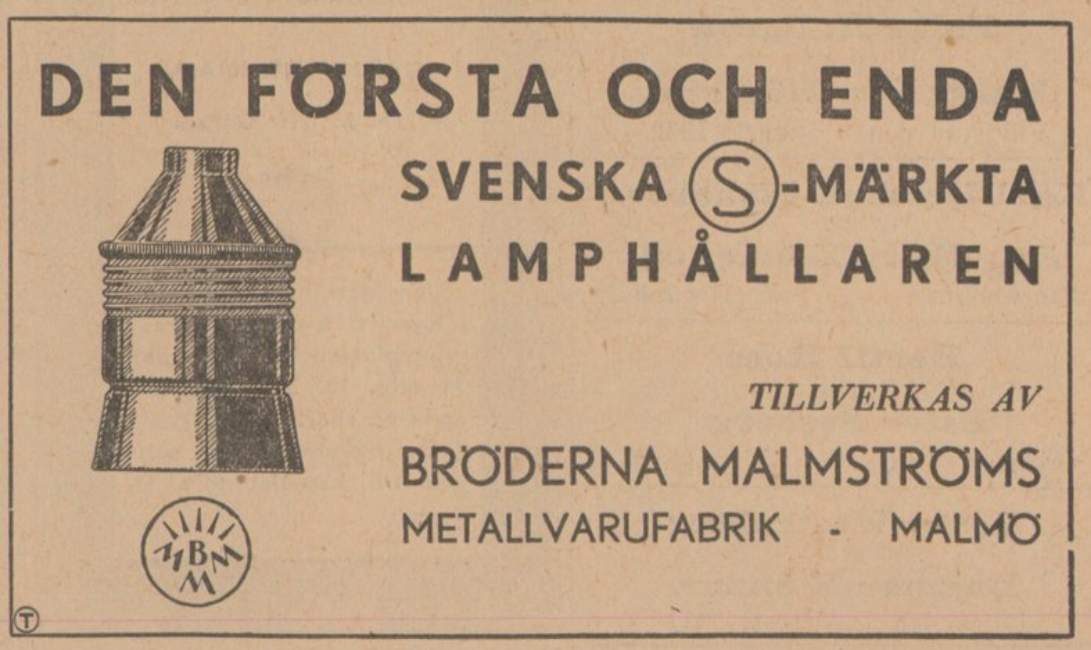

Bröderna Malmströms började år 1932 att tillverka och marknadsföra den första svenska S-märkta lamphållaren för glödlampor. Den hade bottenstycke av värmetåligt steatitporslin med firmamärke ingjutet i materialet, yttermantel av mässing med S-märke och firmamärke präglat i godset, och en på mantelns insida fastpressad ring av bakelit med gänga E27. Senare byttes bakelitringen mot en ring av steatit med infäst metallgänga. Troligen för att göra konstruktionen mer värmetålig.
De två bottenkontakterna mot lampsockeln bestod av dels en fosforbronsfjäder, med en underliggande stålfjäder för att undvika sättningar, och dels en ringformigt gående fjäder. Undre delen (övre delen på bilden) bestod av ett rakt trattformigt deckel med lättrad vulst i vilken bottenkontakten låg och manteln gängades på.
Lamphållaren typgodkändes av Semko den 29 juli 1932. Av laboratorieprotokollet kan utläsas att kontrollerna omfattade bland annat isolationsmotstånd, spänningsprov, brytprov, hållfasthet och värmeprov. Även gängor kontrollerades mot gängtolkar. Vad gällde värmetåligheten så var den särskilt väsentlig då lamphållaren satt monterad med glödlampan vänd nedåt i armaturen. Eftersom värmen stiger uppåt blev temperaturpåverkan avsevärt mycket större i det fallet än om lamphållaren var vänd med glödlampan uppåt.
Det fanns två utföranden av lamphållaren. Nr 4087 med slät mantel och nr 4088 som hade helgängad mantel och kuphållarering. Produkten tog ett år att utveckla. Den användes i företagets belysningsarmaturer ända fram till slutet av 1950-talet och användes under en period även av Orrefors glasbruk och Nordiska kompaniet.
På fabriken tillverkades flera olika lamphållare för olika ändamål varav vissa var framtagna särskilt för järnvägsarmatur till SJ. Företaget hade från år 1942 också patent på en egen S-märkt kronljuslamphållare med gänga E14 och var under flera år ensamma på marknaden med en sådan.

#### KG-armaturen (1936–1974)
KG-armaturen var en svensk teknisk armatur som tog upp kampen med bland annat danska PH-armaturen och tyska Sistrah-armaturen (även kallad Megaphos) på den skandinaviska marknaden.

#### Newyork-serien (1939–1974)

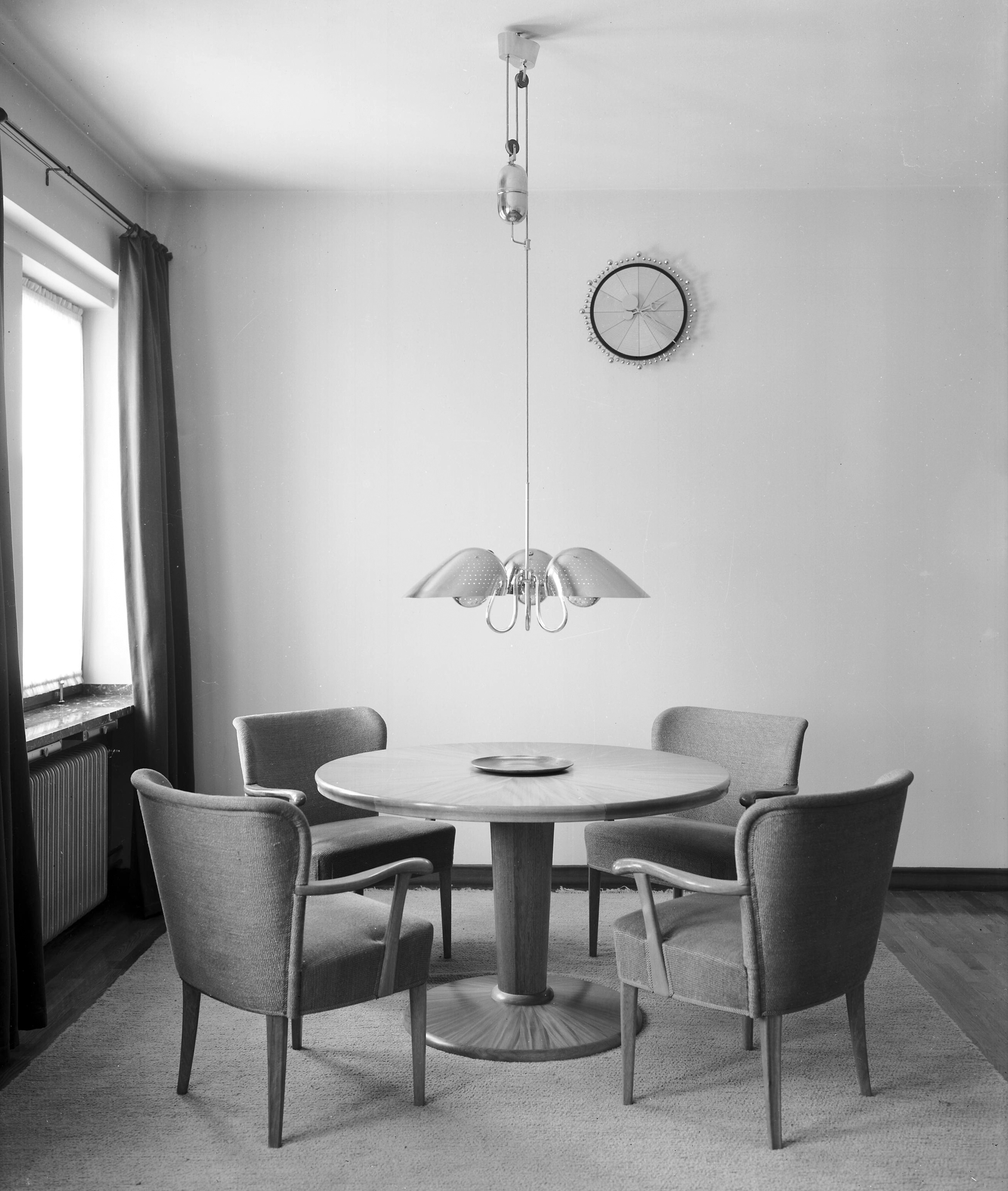
Mötesrum, Porslinsgatan 3, Malmö, med takpendel nr 958 från New York-serien. Möbler från Nordiska Kompaniet. (1939)

Newyork-serien var ett komplett belysningsprogram, med många olika armaturer för olika belysningsändamål, som togs fram för att marknadsföra Sverige på världsutställningen i New York år 1939. Den stilmoderna serien producerades i samarbete med arkitekt Sven Markelius som ansvarade för gestaltningen av den svenska paviljongen och med Svenska slöjdföreningen under ledning av fil dr Åke Stavenow. Newyork-serien hade bland annat speciellt utförda plåtarmaturer för konstindustrihallen och armaturer utförda med skålar av champagneöverfång och utvändig korgflätning för att matcha områdets 250 korgstolar som formgavs av Gustaf Axel Berg. Bröderna Malmströms och Markelius hade tidigare samarbetat om belysningen i Helsingborgs konserthus och hade ett gemensamt projekt i Byggnadsföreningens hus. En av armaturmodellerna från Helsingborgs konserthus använde Markelius i restaurang Three Crowns på världsutställningen.
Störst uppmärksamhet av lamporna i Newyork-serien har tre specialarmaturer till generalkommissariatet, där diplomat Folke Bernadotte hade sitt kontor med personal, fått. Dessa armaturer togs fram på uppdrag av Åtvidabergs industrier och formgavs av arkitekt Carl-Axel Acking. Tak- och golvarmaturernas reflektorer var perforerade med mycket små hål vilket gav ”en synnerligen god effekt” när lamporna var tända. Enligt uppgifter i utställningsbestyrelsens arkiv skickades armaturerna tillbaka till Sverige när utställningen var över.
Det säregna uttrycket hos särskilt takpendel nr 958 har inom kategorin belysning kommit att symbolisera stilriktningen Swedish Modern eftersom hela utställningen använde det begreppet som konstnärligt tema. Taklampan mäter 800 mm i diameter och består av tre ljuspunkter inneslutna i snedskurna, perforerade, ovala och blankpolerade mässingsreflektorer upphängda i en hissfunktion med motvikt. Acking ritade också en golvarmatur nr 2633 i samma serie, i blankpolerad mässing med pelare i ljuspolerad alm, och en skrivbordslampa nr 2634 i blank mässing med vitlackerade detaljer, till Bernadottes tjänsterum. Hela tjänsterummet var ett utställningsobjekt som bekostades av Åtvidabergs industrier. Acking formgav hela inredningen som exempelvis fönster- och dörrpartier, möbler, textilier, glas och karaffer producerade av Orrefors glasbruk samt belysningsarmaturer. Platsbelysningsarmaturen nr 2634 till generalkommissariens skrivbord var till exempel integrerad i bordsbenet.
Det tillverkades senare också en variant av takpendel nr 958 utan hissanordning samt en variant för helindirekt belysning med reflektorerna vända uppåt och utan bländskydd till ljuskällorna. Modell nr 958 var i produktion fram till i början av 1970-talet. Flera efterhärmningar av takarmaturen har förekommit.

##### Utveckling
Efter världsuställningen fortsatte samarbetet med Carl-Axel Acking. Bland annat utvecklades Newyork-armaturerna med de snedskurna, perforerade mässingsreflektorerna vidare. Det togs fram en golvarmatur nr 2645 med läderklädd pelare och tre ljuspunkter, en golvarmatur nr 2646 med en ljuspunkt, samt en väggarmatur nr 5019 med en ljuspunkt, där reflektorerna var vända uppåt för indirekt belysning via ljusa tak och väggar. Det producerades också en större takarmatur nr 983 med åtta ljuspunkter (700 × 1 350 mm) för konferensrum. Den produkten togs ursprungligen fram för HSB:s huvudkontor på Fleminggatan 41 i Stockholm när detta var nybyggt. År 1949 togs en takpendelarmatur med fem ljuspunkter (930 mm i diameter) fram enligt samma konstruktion som den ursprungliga 958:an.

#### BM-lampan (1944–1974)
BM-lampan var den första arbetslampan med utbalanserad bärarm som klarade Svenska Elektriska Materielkontrollanstaltens krav och blev godkänd för S-märkning. BM-lampan var S-märkt, patenterad och mönsterskyddad.

#### Specialarmatur för tennishallar

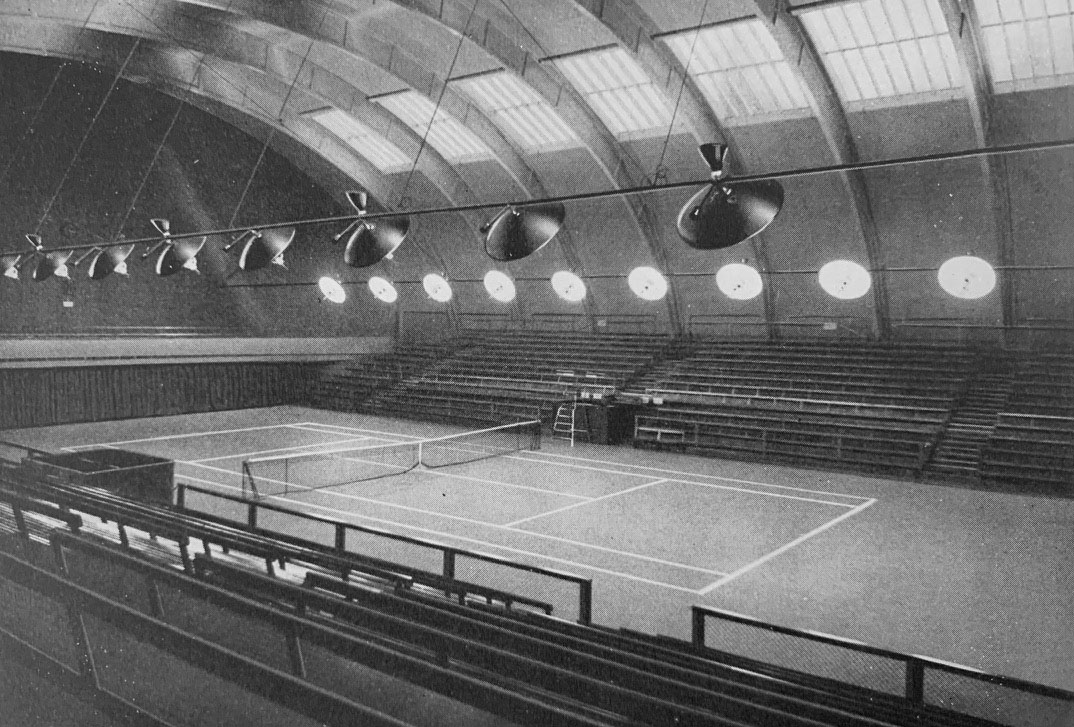
Nr 3280 (18 st), specialarmatur för tennishallar, diameter 1 400 mm, SALK-hallen, Alvik, Stockholm (1937).

År 1931 konstruerade och tillverkade Bröderna Malmströms en belysningsarmatur med två motstående reflektorer för att skapa ett helt bländfritt indirekt ljus i tennishallar. Denna första tennisarmatur nr 3280 tillverkades i fyra storlekar (850 mm, 1 000 mm, 1 200 mm och 1 400 mm i diameter) och var dimensionerad för upp till 1 000 W.
Tennisarmaturerna levererades till ”de flesta moderna hallar i Sverige, ävensom till utlandet”, bland andra SALK-hallen i Alvik i Stockholm, vid tidpunkten Europas största tennishall, inför invigningen den 15 januari 1937. Mycket stod på spel eftersom klubben skulle vara värd för stortävlingen King’s Cup. Upphandlingen av belysningen var därför ”… långvarig och ingående”. Till stora tävlingshallen levererades 18 st armaturer av den största storleken med diameter 1 400 mm. Till Salks träningshallar levererades totalt 42 st armaturer av näst största storleken med diameter 1 200 mm.
År 1937 började en ny tennisarmatur nr 3449 för blandljus att tillverkas. Blandljus var en nyhet på belysningsområdet. Nr 3449 hade dels en ny reflektor, med plats för kvicksilverlampa och tre glödlampor, och dels en ny fästanordning. Falkenbergs tennishall var första anläggningen att installera armaturen.
Kraven på belysningsarmatur i tennishallar var höga. Den skulle vara helt bländfri från alla håll och samtidigt belysa bollen likvärdigt ur samtliga vinklar både i horisontal- och vertikalplan. Skuggor och bländningar ledde till felbedömningar i den snabba sporten vilket på stora tävlingar inte var acceptabelt. Bröderna Malmströms tillverkade även domartribuner till tennishallar. De ingick i sortimentet för stålrörsmöbler.

### Järnvägsarmatur (1926–1956)

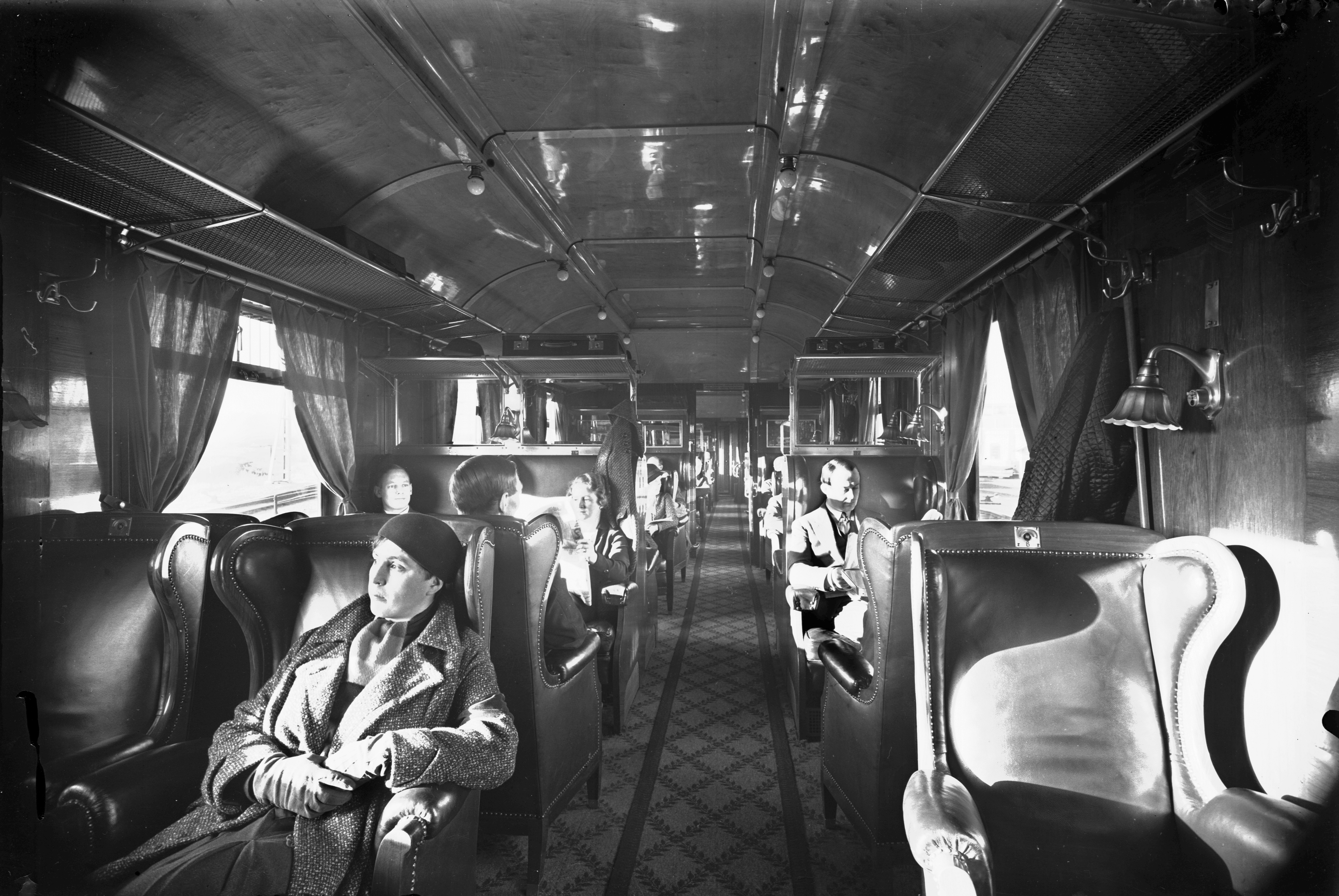
Salongsvagn 2:a klass, SJ Bo5a, med belysningsarmaturer nr 3035, nr 3050, värmereglage med mera, Statens järnvägar (1932).

De första artiklarna till Statens järnvägar (SJ) levererades från år 1926. Det var inledningsvis ett antal belysningsarmaturer för invändigt bruk i järnvägsvagnar samt värmeströmbrytare av gjuten mässing. Vid den här tiden fanns det cirka 200 privatbanor i Sverige vilka också utgjorde kundunderlag för järnvägsarmaturen. Under de påföljande åren utvecklades SJ-samarbetet med bangårdsarmaturer, värmereglage, sektionsavskiljare och olika högspänningsapparater. De första bangårdsarmaturerna, djup- respektive bredstrålande, av gjuten mässing och lackerad kopparplåt, levererades i början av år 1933. Järnvägsarmatur levererades från cirka år 1930 även till de turkiska statsbanorna.
Samarbetet med SJ följde samma mönster som den omfattande elektrifieringen och 1939 års förstatligande av den svenska järnvägen, med en kraftig ökning av både person- och godstrafiken, vilket var särskilt markant under andra världskriget då bensin var en bristvara.
Specialkatalogen för järnvägsarmatur och högspänningsapparater från år 1934 innehåller 
- 25 st belysningsarmaturer för de svenska och turkiska statsbanorna,
- 2 st askkoppar,
- 1 st glas- och karaffställ,
- 4 st värmereglagehandtag,
- 1 st värmeströmbrytare,
- 8 st olika lamphållare,
- 3 st belysningsarmaturer för bangårdar,
- 1 st tågvärmekoppling,
- 1 st tågvärmepost,
- 1 st säkerhetsapparat (till tågkaminerna) och
- 5 st sektionsavskiljare.

Eftersom företaget tillverkade stålrörsmöbler kom det beställningar från SJ även på soffstommar.
Med i sortimentet fanns reservbelysningsarmatur nr 3093 för stearinljus avsedd att användas om det elektriska ljuset i tågkupén skulle strejka. Till denna armatur tillverkade Liljeholmens Stearinfabriks AB ett stearinljus med specialmått för att passa i behållaren. Stearinljuset fick namnet kupéljus med tanke på användningsområdet. Trots att dess ursprungliga syfte sedan länge är borta finns kupéljusen från Liljeholmens fortfarande kvar att köpa ute i handeln.
Åren 1937 och 1939 togs nya järnvägsarmaturer fram. Bland annat en ljusramp med indirekt belysning till SJ:s helt nya restaurangvagnar.
Tillverkningen av vissa bangårdsarmaturer togs över av Aseaägda företaget Cebe med tillverkning i Svalöv från mitten av 1940-talet. Vissa sektionsavskiljare och tågvärmekopplingar förekommer som artiklar hos både Bröderna Malmströms och Cebe. Värt att notera är de organisatoriska släktbanden mellan verksamheterna. Cebe är en förkortning av det äldre namnet Elektriska AB Chr Bergh & Co som 1919–1926 var ägare till Sven & Hugo Malmströms metallvarufabrik innan företaget hette Bröderna Malmströms.

### Sjukhusarmatur (1930–1975)

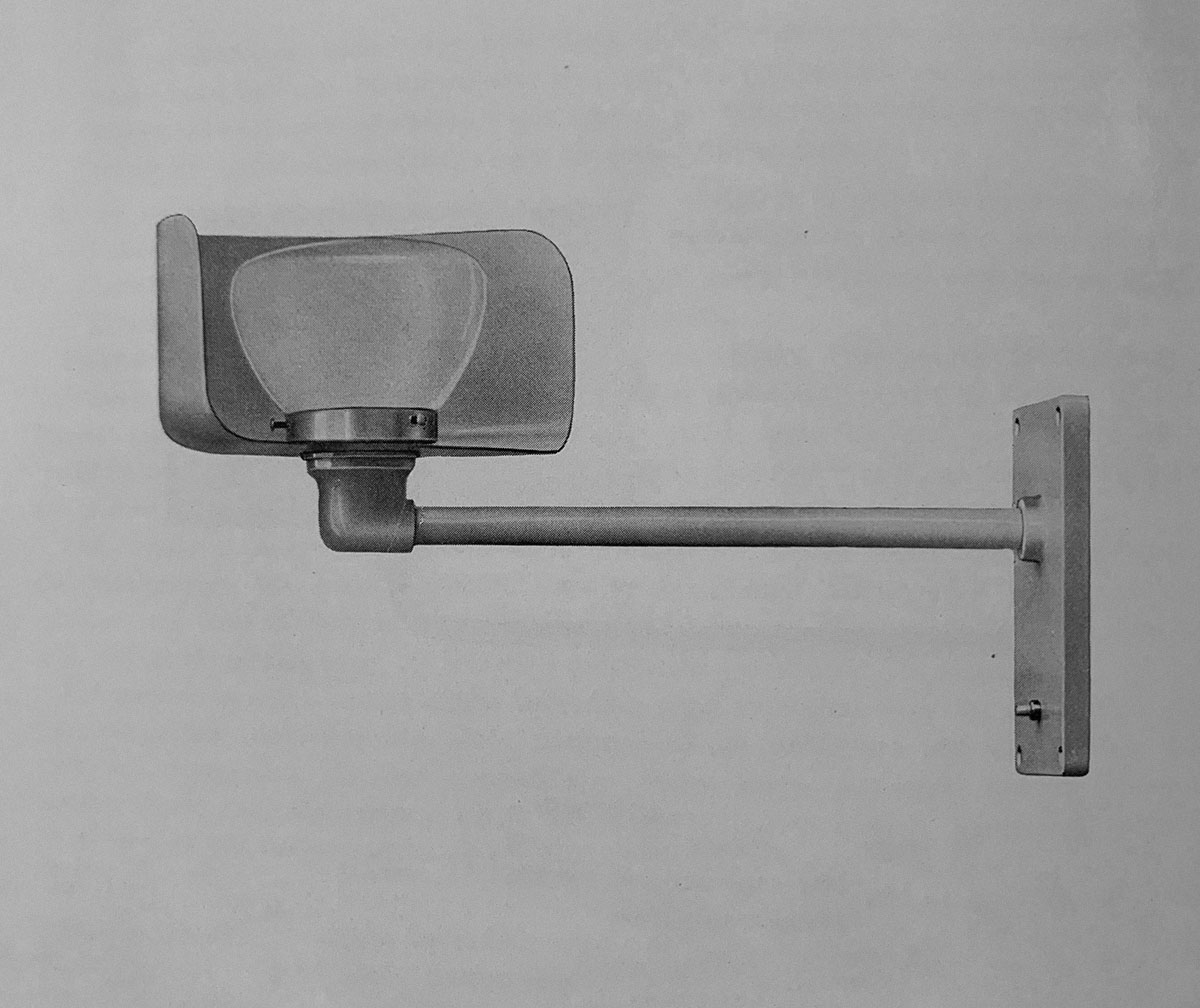
Nr 3478 b, patenterad sjuksalsbelysning, vridbar reflektorskärm, gjuten aluminum, lackerad (1939).

Företagets mest framgångsrika sjukhusarmatur (nr 3283) togs fram år 1934 i samarbete med professor Gösta Forssell. För denna konstruktion gjordes ett patentanspråk i januari samma år. Patentansökan godkändes av Patentverket i januari 1935. Men invändningar mot patentansökan lämnades av konkurrenterna Arvid Böhlmarks lampfabrik och Malmö metallvarufabrik. Justeringar i patentanspråket gjordes och därefter avvisade Patentverket invändningarna i augusti 1937.
Armaturen valdes efter ”mycket noggranna prov … under närmare ett års tid” till Karolinska sjukhusets nya radiumhem. Även ”länslasaretten i Falun och Borås, lasaretten i Ulricehamn och Landskrona och Sophiahemmet i Stockholm” nämns som kunder liksom ett visst intresse ”från främmande länder”.
År 1939 förbättrades konstruktionen av sjukhusarmatur nr 3283. Den såg i stort sett likadan ut men tillverkades istället av aluminium och fick det nya modellnumret 3478. Karolinska sjukhuset gjorde ytterligare en omfattande beställning av den nya armaturen.
År 1940 nämns ”Karolinska sjukhusets nybyggnader 1939” och ”länslasaretten i Falun, Borås och Söderköping, Sophiahemmet i Stockholm, lasaretten i Ulricehamn, Landskrona, Växjö och Alingsås” som kunder. År 1961 nämns ”Akademiska sjukhuset i Uppsala, Malmö allmänna sjukhus, lasaretten i Enköping, Kiruna, Lidköping och Karlskrona” som kunder. Modell nr 3478 togs ur produktion i mitten av 1960-talet.

#### Sängarmatur (1957–1975)

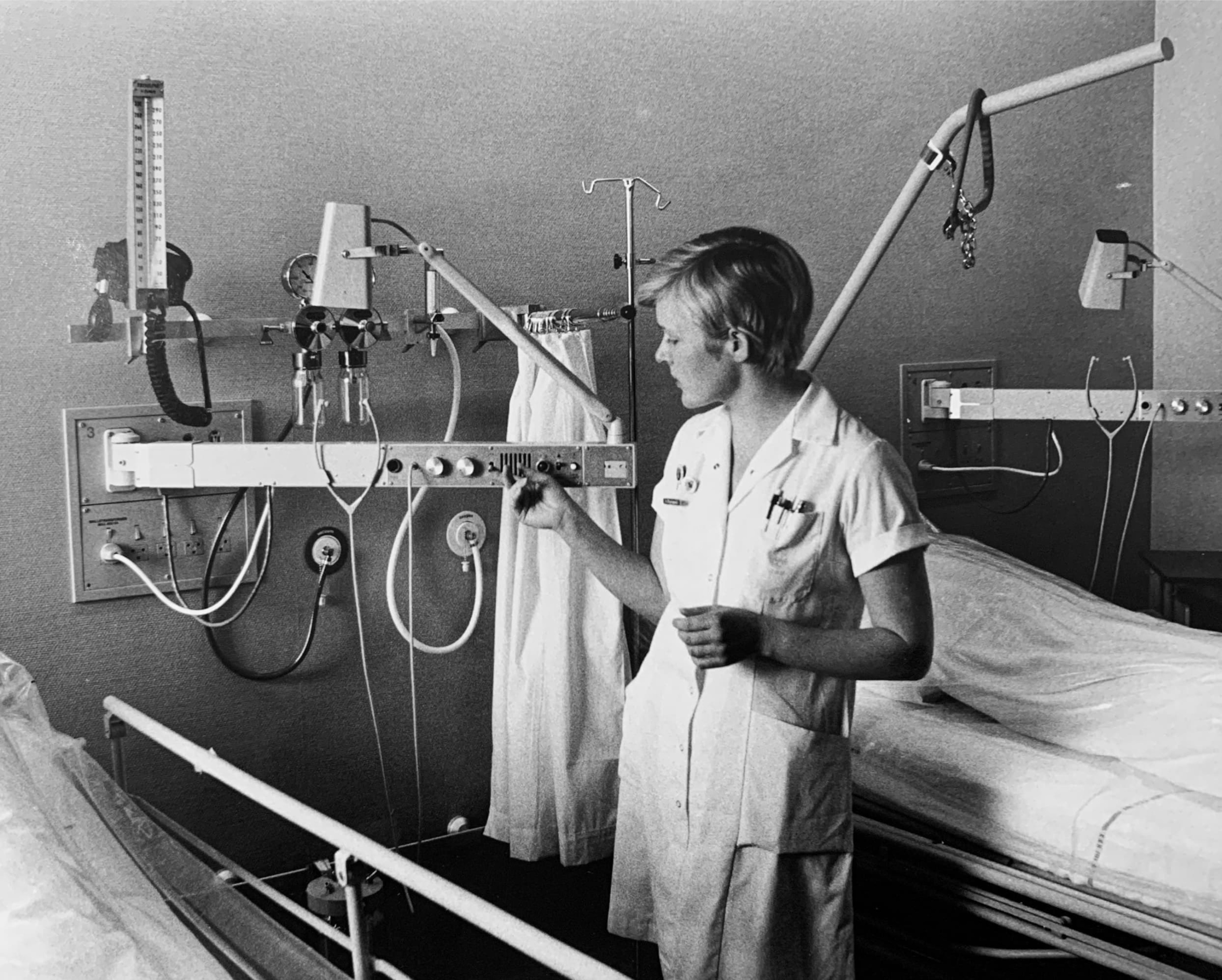
Nr 5103, sängarmatur med patenterat väggfäste, Hvidhovre Hospital, Köpenhamn (1975).

Sängarmaturen var en moduluppbyggd, cirka 1 meter lång väggmonterad arm som var ledad från väggen i horisontalplanet. Sängarmatur och vårdrumspaneler började komma i företagets produktion från år 1957. Produkterna tog tillvara de specifika behov som både patienter (höger- och vänsterhänta) och vårdpersonal hade vid platsen för sjukhussängarna. Ett genombrott var när Enköpings nya lasarett som invigdes år 1959 valde att köpa in BM:s sängarmaturer. Därefter spreds nyheten till flera sjukhus i Sverige och utomlands.
Sängarmaturerna hade komponenter som 8-kanals radio, uttag för hörlurar och kuddhögtalare, patientsignal, rökdetektor, läslampa, nattlampa och i vissa fall system för internkommunikation. Utrustning för starkström och svagström samt känslig signalöverföring från sjukhusets centralradioanläggning var samlat i ett och samma manöverhus. Läslampan var svängbar i alla riktningar, hade utbalanserad bärarm med parallellstyrd reflektorskärm och var utformad så att även läkare och vårdpersonal kunde använda den vid enklare undersökningar och smärre ingrepp. Fördelen med sängarmaturerna ansågs vara dess multifunktion, att intilliggande patienter inte stördes av ljud eller ljus, att ingen extra utrustning behövde placeras i nattbordet och att golvet blev fritt från sladdar. Sängarmaturerna var mer tekniskt avancerade än företagets tidigare produkter tack vare elektronikens snabba utveckling på 1960- och 1970-talen. Flera patentanspråk gjordes. Totalt producerades fyra generationer av sängarmaturen som levererades i fler än 12 000 exemplar till olika vårdinrättningar under åren 1957–1975.
Den fjärde och sista generationen sängarmaturer från 1970-talets mitt, nr 5103, hade en i Sverige och Danmark patenterad fjäderkonstruktion i väggfästet som gjorde armaturen vikbar från väggen i vertikalplanet, i händelse av att patienten försökte häva sig upp i sängen med hjälp av den, och samtidigt svängbar i horisontalplanet. Dessa sängarmaturer var byggda i ett enda stycke strängpressad aluminiumprofil.
Sängarmaturerna fortsatte produceras även efter år 1974 och fram till 1980-talet på licens bland annat av Landstingens inköpscentral (LIC) i Eneryda.

### Stålrörsmöbler (1935–1970)

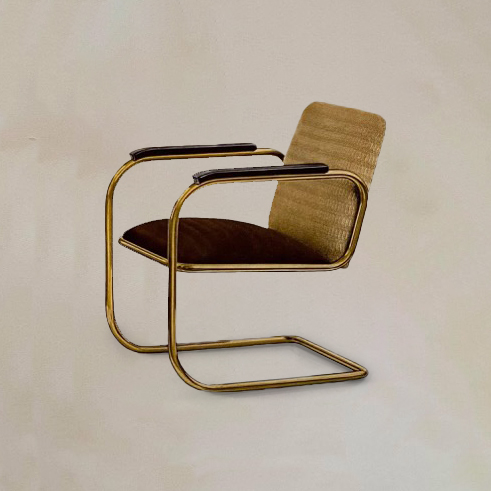
Stålrörsmöbel typ M6, förmässingat utförande, största bredd 57 cm, sitshöjd 42 cm, klädd med tyg (1940). Efter tyska Mauser-Werkes form från cirka år 1934.

Bröderna Malmströms tillverkade stålrörsmöbler av heldragna stålrör. Det betydde att möbelkonstruktionerna inte hade några skarvar som hölls ihop av skruvförband och därför inte heller ”… hade några svaga punkter”. Företagets första möbler finns dokumenterade i nya utställningslokalen på Stortorget 25 i Malmö år 1935 samt på nya Malmö tennisstadion samma år.
År 1939 producerades en folder över ett nytt tillverkningsprogram av stålrörsmöbler. Där står att stålrörsmöbler också tillverkades kundanpassade efter ritning. Några av modellerna känns igen från tyska företaget Mauser-Werkes produktion några år tidigare.
Första samlade katalogen över stålrörsmöbler kom år 1940. Sydsvenskan skriver i ett reportage från Skånemässan (exposén i rum 9 på första våningen) om möblerna att ”… stålrören ha exakt samma form överallt i motsats till andra produkter där materialet icke varit tillräckligt förstklassigt för att motstå böjningarna utan antagit en mer eller mindre kantig form”. Sittmöbler som fåtöljer, arbetsstolar och pallar, och även arbetsbord, avlastningsbord och satsbord fanns i standardsortimentet.
Normalt levererades rören blankförkromade men kunde som alternativ fås med ett tunt lager av blank eller matt mässing. Precis som förkromning var förmässning en elektrolytisk metod. När stålrören var ytbehandlade med förmässning var de också precis som belysningsarmaturerna fernissade med zaponlack för att undvika behov av polering. Sittmöblernas klädsel var av pegamoid eller tyg, armstöden var normalt svartlackerade. Bordsskivorna var lackerade eller belagda med träfanér.
Vissa stålrörsmöbler var, precis som vissa belysningsarmaturer, designsamarbeten med arkitekt Carl-Axel Acking. Bland annat sittmöbeln typ M15 som togs fram i samband med inredningen till SARA-restaurangen Göta Källare i Stockholm år 1939. Typ M15 hade sits klädd i kalvskinn och ryggstöd i flätat kalvskinn. Den var enligt ritningarna för Göta Källare föreskriven i förmässingat utförande och användes till restaurangens orkesterpodium.
Inom ramen för möbelproduktionen tillverkades stommar till soffor i SJ:s tågvagnar och domaretribuner med sits och ryggbricka klädda i skinn till tennishallar.

## Inredningar

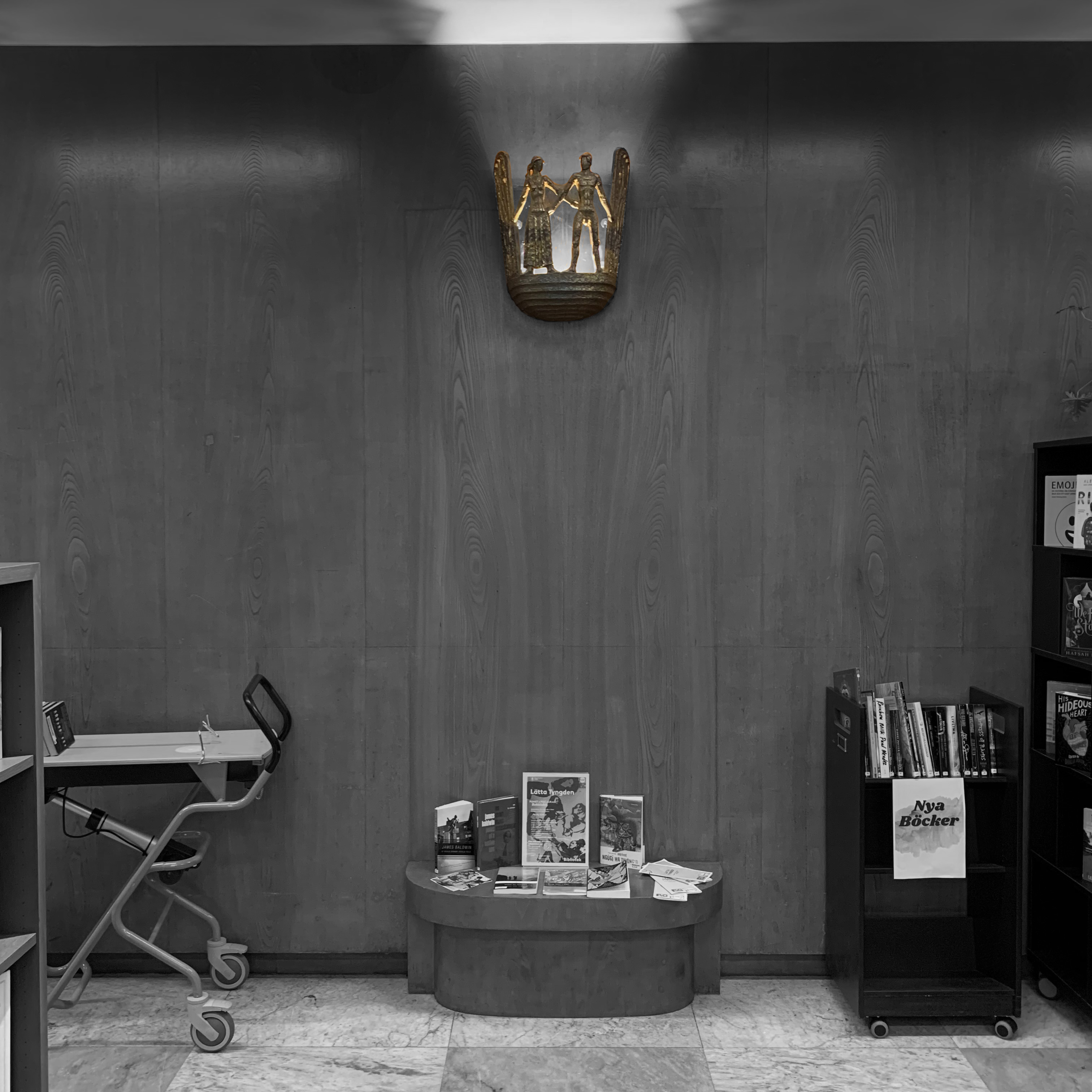
Medborgarhuset, Stockholm. Nr 5021, väggarmatur ”Pojken och flickan”, gjuten brons, höjd 520 mm, Carl Elmberg för Bröderna Malmströms metallvarufabrik (1939)

Ett urval av inredningsprojekt med specialanpassad belysningsarmatur och annan utrustning i byggnader med särskilt kulturhistoriskt värde.
- Helsingborgs konserthus, 1932, arkitekt Sven Markelius.[47] Tak- och väggarmaturer, ljudreflektor av plåt konstruerad av Gustave Lyon, Paris.
- Skånska Cementgjuteriet, huvudkontor Kolgahuset, 1935, arkitekt Carl-Axel Stoltz. Tak-, vägg- och bordsarmaturer till hela fastigheten.[49]
- Postgirot, Stockholm, 1938, arkitekt Erik Lallerstedt.[55] Teknisk belysning, takarmaturer och arbetsbelysning.
- Medborgarhuset, Stockholm, 1939, arkitekt Martin Westerberg.[56][57] Väggarmaturer (bl a ”Pojken och flickan”) i gjuten brons och aluminium med konstnärlig utformning av Carl Elmberg.
- Restaurang Göta Källare (SARA), Stockholm, 1939, arkitekt Carl-Axel Acking. Tak-, vägg- och golvarmaturer, stålrörsmöbler, elektriska väggur, diverse utrustning som till exempel arkitektritade notställ.[65][192]
- Världsutställningen i New York, svenska paviljongen, 1939, arkitekter Sven Markelius, Carl-Axel Acking, Gustav Axel Berg, Åke H Huldt med flera.[7][50][65] Belysning till hela svenska paviljongen.
- Trelleborgs varmbadhus, 1939, arkitekt Erik Fehling, takarmaturer till stora simhallen, entré och trapphus.[193]
- HSB huvudkontor, Stockholm, 1940, arkitekter Åke H Huldt, Elias Svedberg och Carl-Axel Acking.[52][65] Tak- och väggarmaturer, platsbyggda upphängningar med mässingsskenor, elektriskt väggur.
- Hotel Continental, Stockholm, 1962, arkitekt Carl-Axel Acking.[65][källa behövs] Tak-, vägg- och golvarmaturer.
- Edgar J Kaufmann Conference Center, 809 UN Plaza, New York, 1964, arkitekter Alvar Aalto och Elissa Aalto.[59][194][195] Takpendelarmaturer. Även installerade i Västmanlands-Dala nation, Uppsala, 1965.
- Carolina Rediviva, Uppsala universitetsbibliotek, 1968, arkitekt Peter Celsing. Bibliotekslampor för platsbelysning (BM-lampan) i läsesalarna.[196]

## Kataloger
Totalt producerades 34 huvud-, supplement- och specialkataloger och en mängd olika produktbroschyrer. De tre första katalogerna producerades i ljustryck och har därför produkter avbildade enbart på varannan sida åtskilda av silkespapper. Därefter användes offsettryck. De första katalogerna över belysningsarmatur och den sista i serien saknade löpnummer. Övriga kataloger var tydligt numrerade från nr 10. Alla artiklar som producerades hade produktserienummer som även listades i tabellform längst bak i katalogerna. Katalog nr 25 (1944) är den första som åberopar mönsterskydd mot kopiering.
För belysningsbranschen var hösten den vanligaste inköpsperioden på året. Därför var senaste katalogen oftast tryckt och klar i augusti månad.
| Årtal | Nummer | Typ                                           | Antal sidor |
| ----- | ------ | --------------------------------------------- | ----------- |
| 1926  | —      | Huvudkatalog                                  | 52          |
| 1927  | —      | Huvudkatalog                                  | 88          |
| 1928  | —      | Huvudkatalog                                  | 106         |
| 1929  | —      | Huvudkatalog                                  | 84          |
| 1930  | —      | Huvudkatalog                                  |             |
| 1930  | —      | Affärs- och teknisk belysning, upplaga 1      |             |
| 1930  | —      | Belysningsarmatur för järnvägar (folder)      | 8           |
| 1931  | —      | Huvudkatalog                                  | 140         |
| 1932  | —      | Huvudkatalog                                  | 76          |
| 1933  | —      | Affärs- och teknisk belysning, upplaga 2      | 92          |
| 1933  | —      | Huvudkatalog                                  | 116         |
| 1934  | 10     | Järnvägsarmatur högspänningsapparater mm      | 36          |
| 1934  | 11     | Huvudkatalog                                  | 132         |
| 1935  | 12     | Supplement till 11                            | 28          |
| 1936  | 13     | Huvudkatalog                                  | 248         |
| 1936  | —      | Affärs- och teknisk belysning, särtryck ur 13 |             |
| 1937  | 14     | Supplement till 13                            | 44          |
| 1938  | 15     | Huvudkatalog                                  | 84          |
| 1939  | 16     | Specialkatalog, Askurnor                      | 28          |
| 1939  | 17     | Huvudkatalog                                  | 132         |
| 1940  | 18     | Huvudkatalog                                  | 86          |
| 1940  | 19     | Supplement till 17                            | 20          |
| 1940  | 20     | Specialkatalog, Sjukhusarmatur                | 20          |
| 1940  | 21     | Specialkatalog, KG-armaturen                  | 28          |
| 1940  | 22     | Specialkatalog, Stålrörsmöbler                | 28          |
| 1941  | 23     | Supplement till 17                            | 36          |
| 1942  | 24     | Huvudkatalog                                  | 180         |
| 1944  | 25     | Huvudkatalog                                  | 52          |
| 1946  | 26     | Huvudkatalog                                  | 260         |
| 1949  | 27     | Supplement till 26                            | 44          |
| 1951  | 28     | Supplement till 26 och 27                     | 44          |
| 1952  | 29     | Specialkatalog, Lysrörsarmatur                | 16          |
| 1952  | 30     | Huvudkatalog                                  | 204         |
| 1968  | —      | Huvudkatalog                                  | 68          |

### Priser och leveransvillkor
Flera av prislistorna var tryckta direkt i katalogerna. Produktpriser angavs brutto enligt bruttoprissystemet, men då det systemet under åren efter andra världskriget kritiserades för att vara konkurrensbegränsande, vilket ledde till ett bruttoprisförbud i Sverige år 1953, angavs nettopriser (återförsäljarens inköpspriser) i separat tryckta prislistor från och med slutet av 1940-talet. Alla priser gällde normalt med fri leverans inom Sverige från fabriken i Malmö. Kostnader för emballage debiterades men till självkostnadspris. Träemballage kunde återtas och då krediterades ⅔ av emballagekostnaderna.

## Utställningslokaler

### Malmö
- 1930–1935, Kungsgatan 35, vid Värnhemstorget, 400 kvm.[198]
- 1935–1946, Stortorget 25.
- 1947–1957, Porslinsgatan 3.
- 1957–1974, Malmövägen 154, Klågerup.

### Stockholm
- 1930–1939 (cirka), Sveavägen 25–27.
- 1940–1945 (cirka), Sveavägen 76.
- 1946–1950 (cirka), Birger Jarlsgatan 55[199] (avdelningskontor).

## Galleri

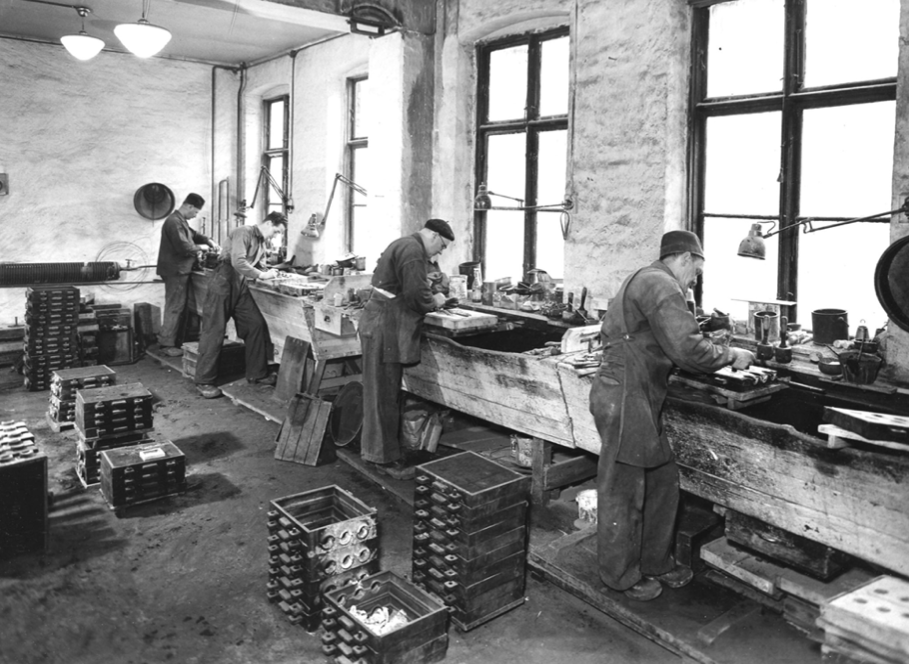
Metallgjuteriet, bindstycksarbete och handformning, Porslinsgatan 7, Malmö (1946).
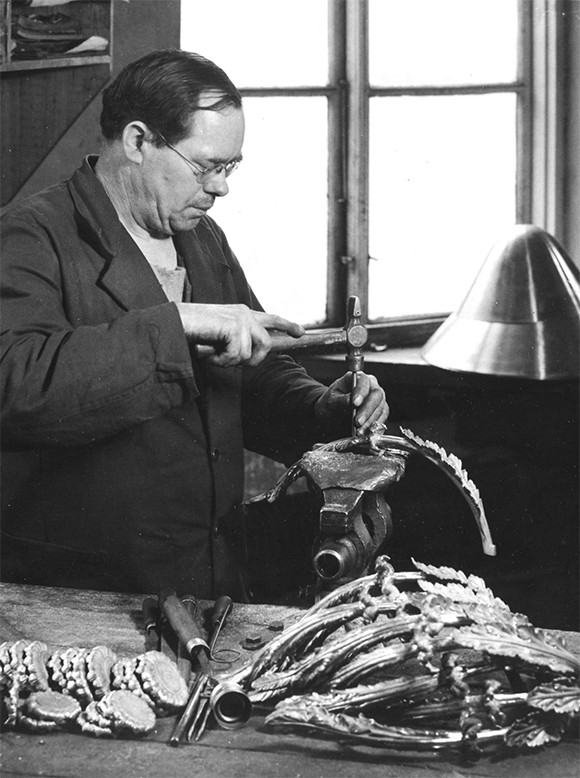
Gördelmakeriet, Porslinsgatan 7, Malmö (1946).
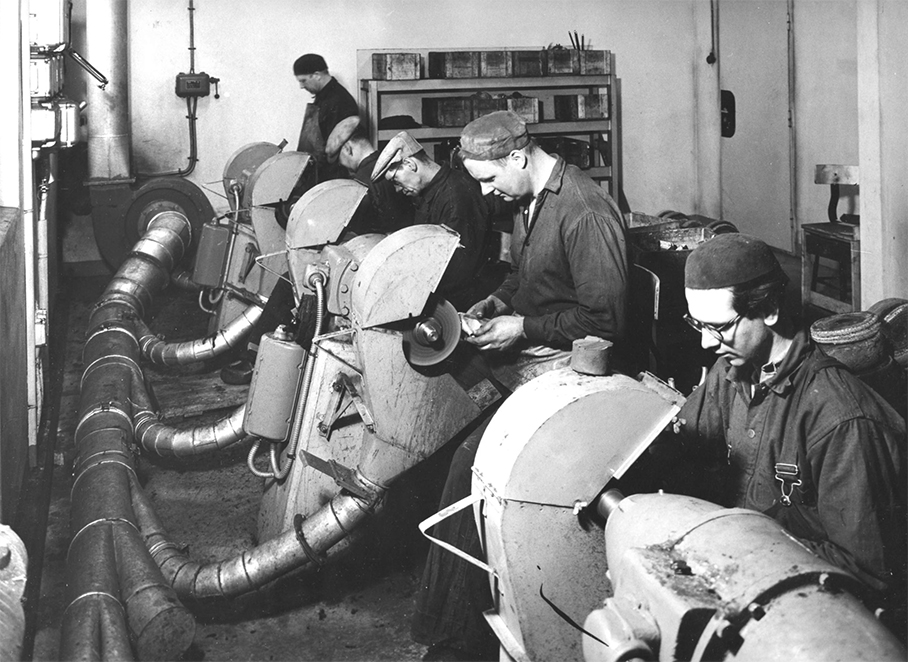
Sliperiet, Porslinsgatan 5, Malmö (1946).
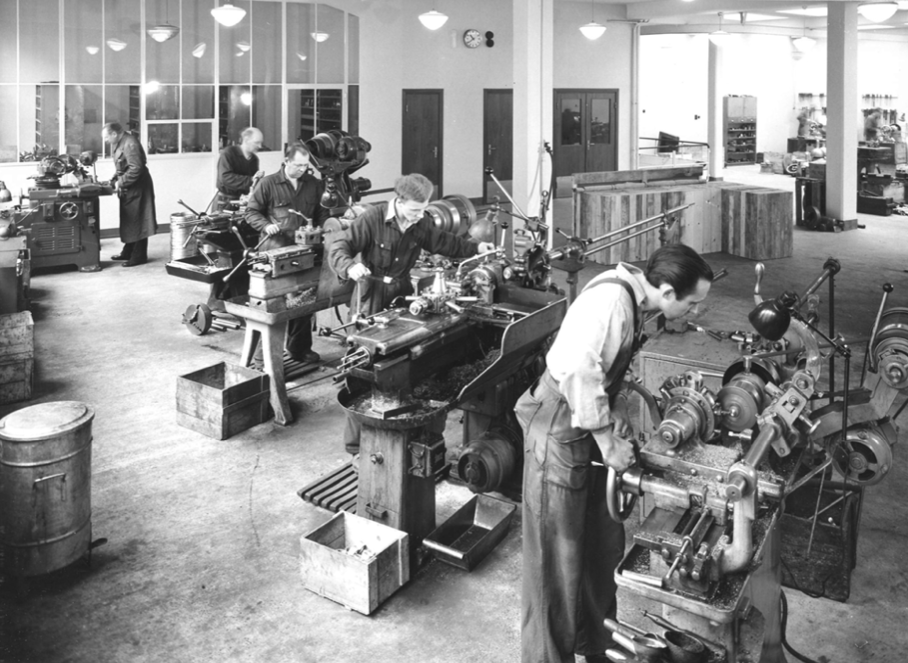
Revolversvarvning, maskinverkstaden, Porslinsgatan 5, Malmö (1946).
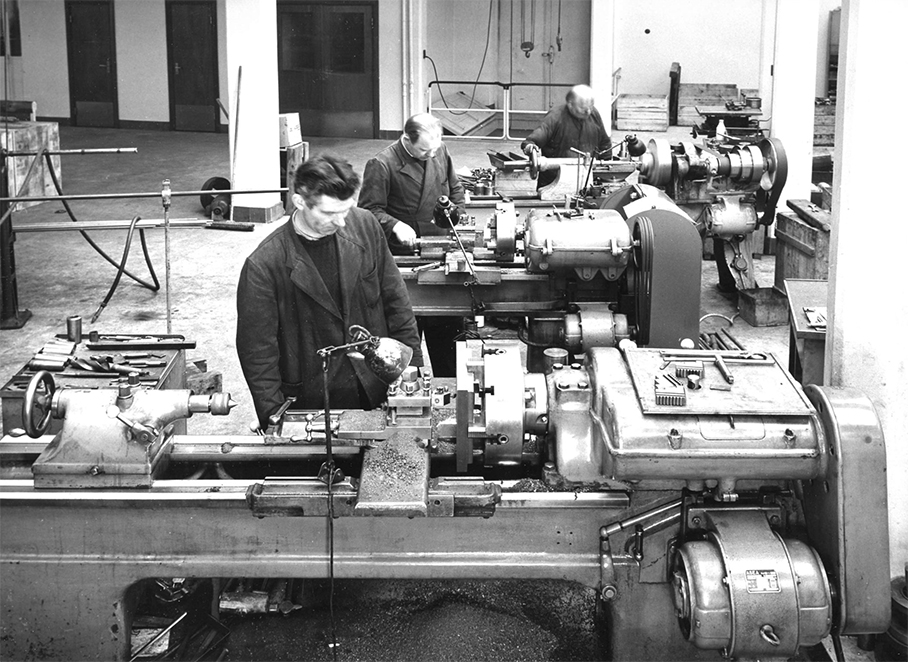
Supportsvarvning, maskinverkstaden, Porslinsgatan 5, Malmö (1946).
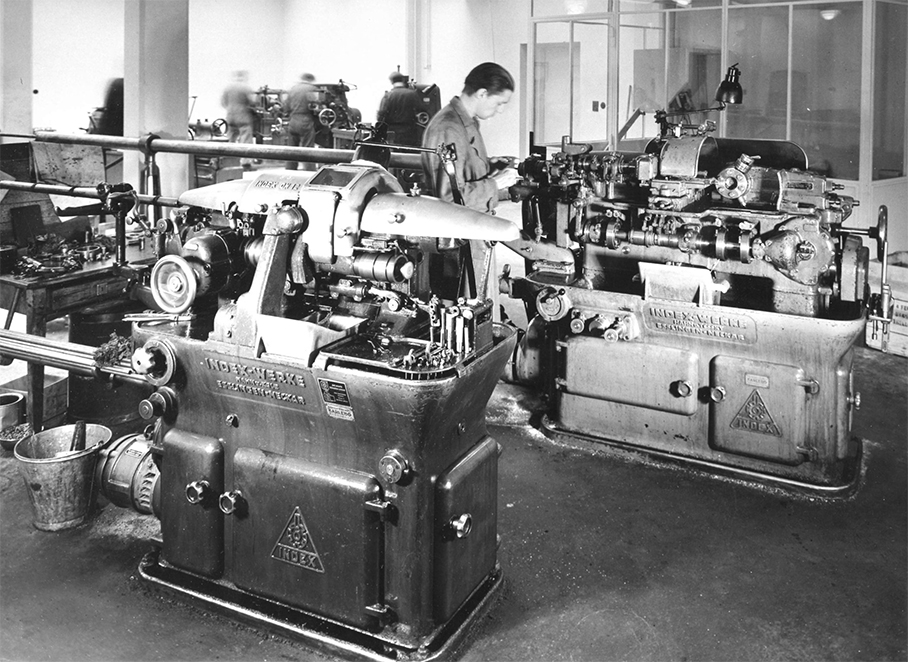
Automatsvarvning, maskinverkstaden, Porslinsgatan 5, Malmö (1946).
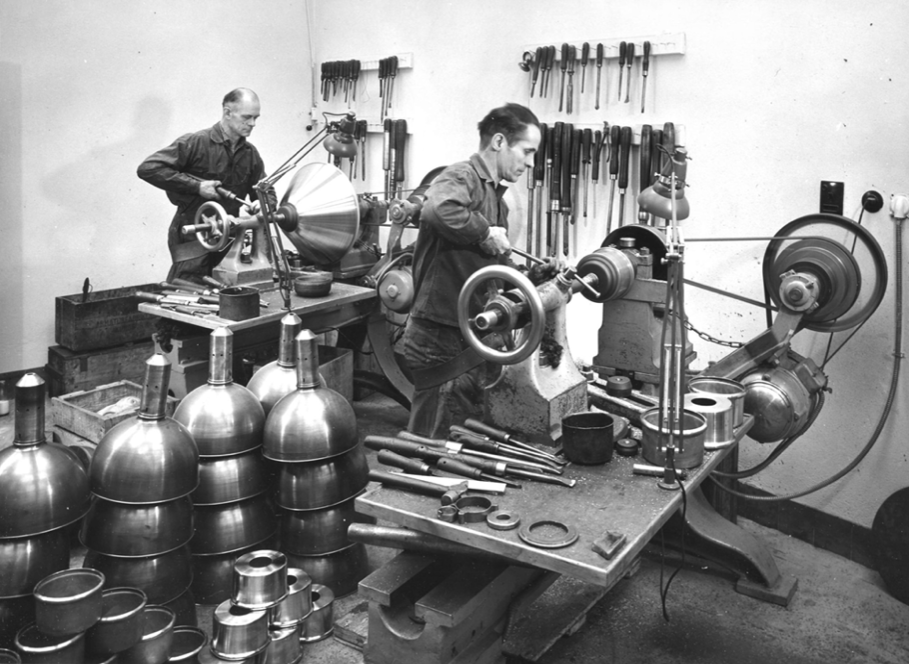
Trycksvarvning, maskinverkstaden, Porslinsgatan 5, Malmö (1946).
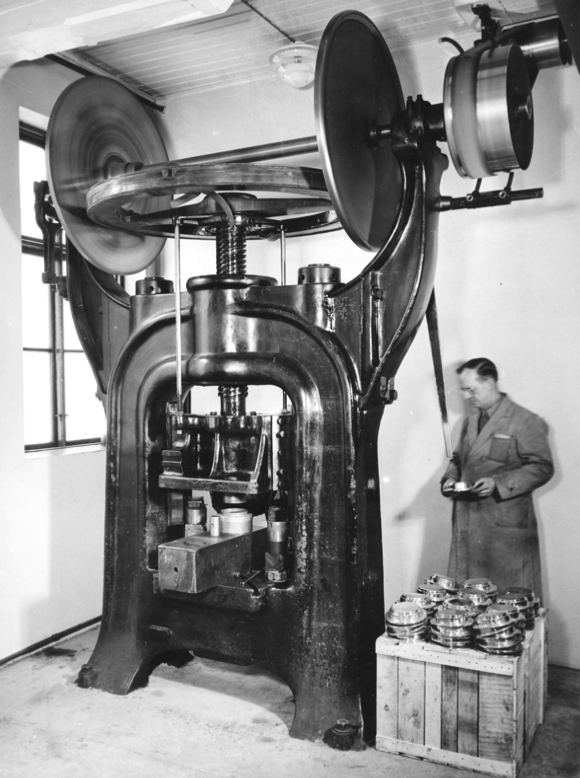
Friktionspressning (125 ton), maskinverkstaden, Porslinsgatan 5, Malmö (1946).
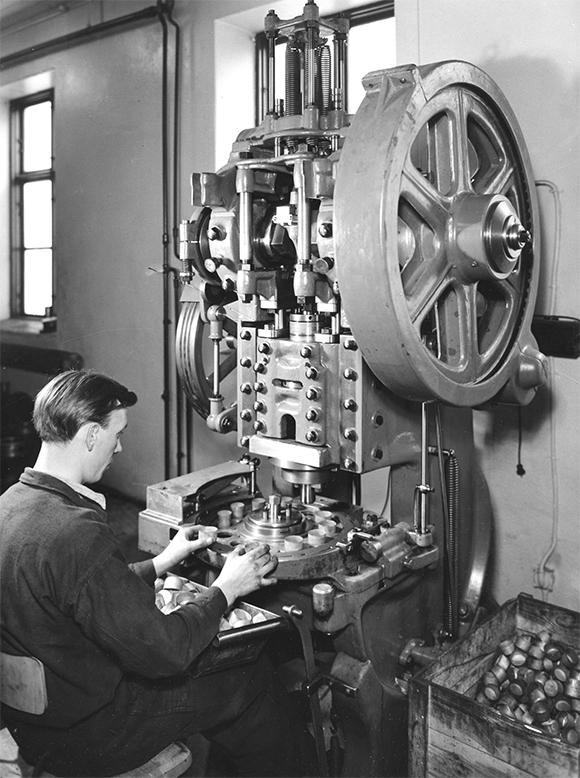
Revolverpressning, maskinverkstaden, Porslinsgatan 5, Malmö (1946).
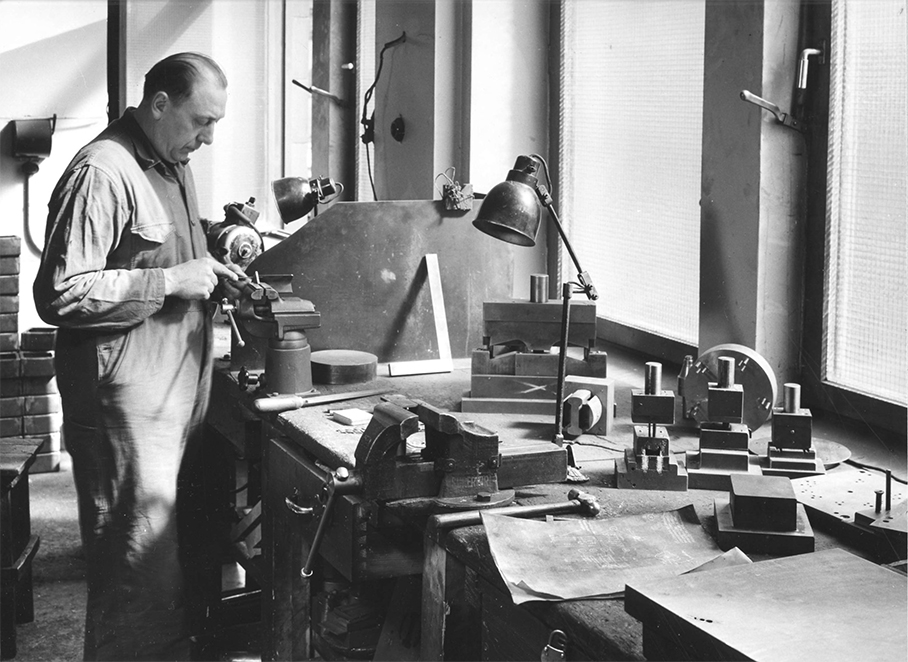
Verktygstillverkning, Porslinsgatan 5, Malmö (1946).
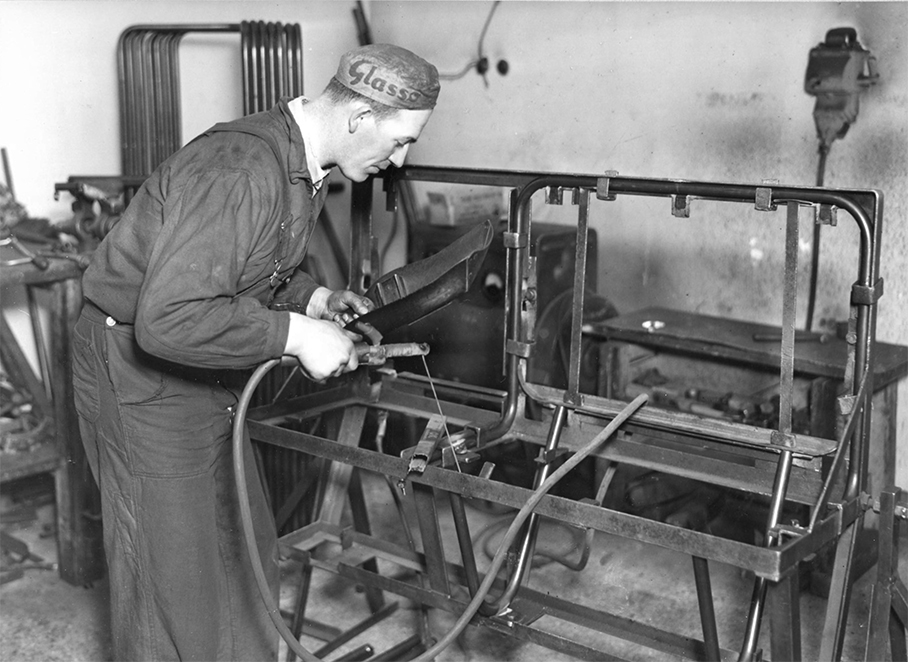
Svetsning, stålrörsmöbler, Porslinsgatan 5, Malmö (1946).
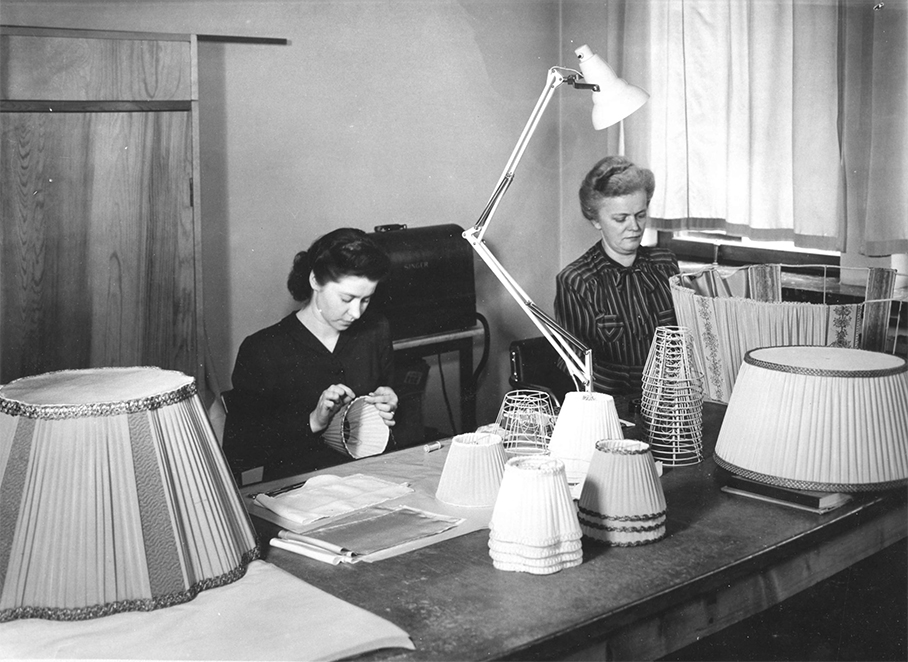
Sömnadsateljén, sidenskärmar, Porslinsgatan 3, Malmö (1946).
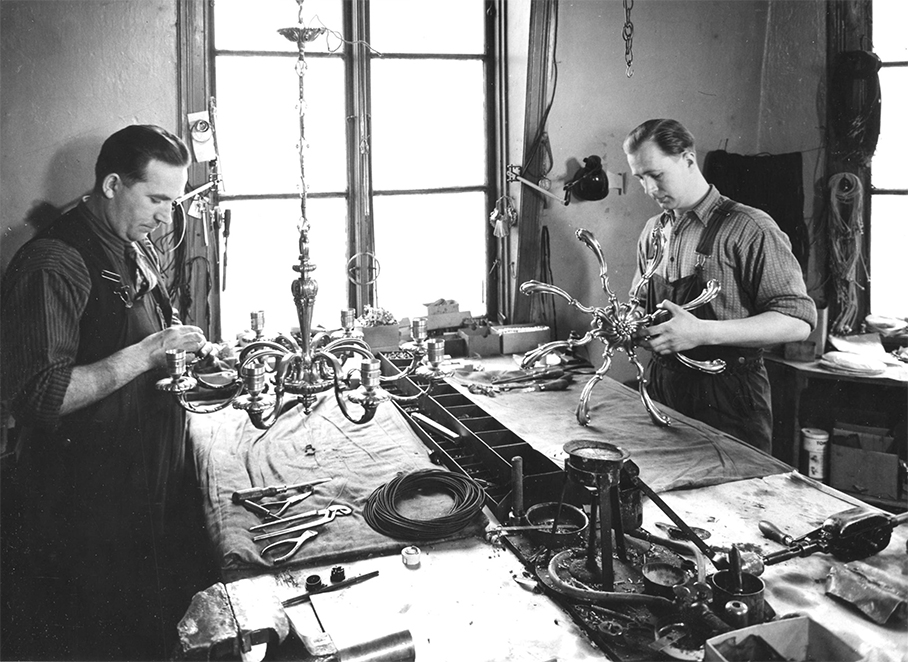
Montering, hemarmatur, Porslinsgatan 7, Malmö (1946).
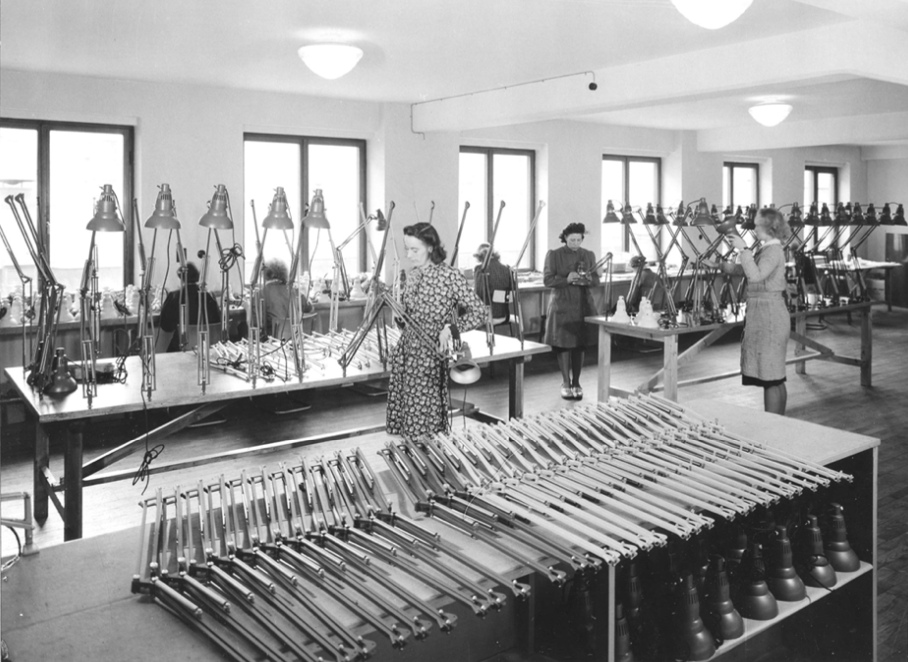
Montering av ledarmaturer, Porslinsgatan 5, Malmö (1946).
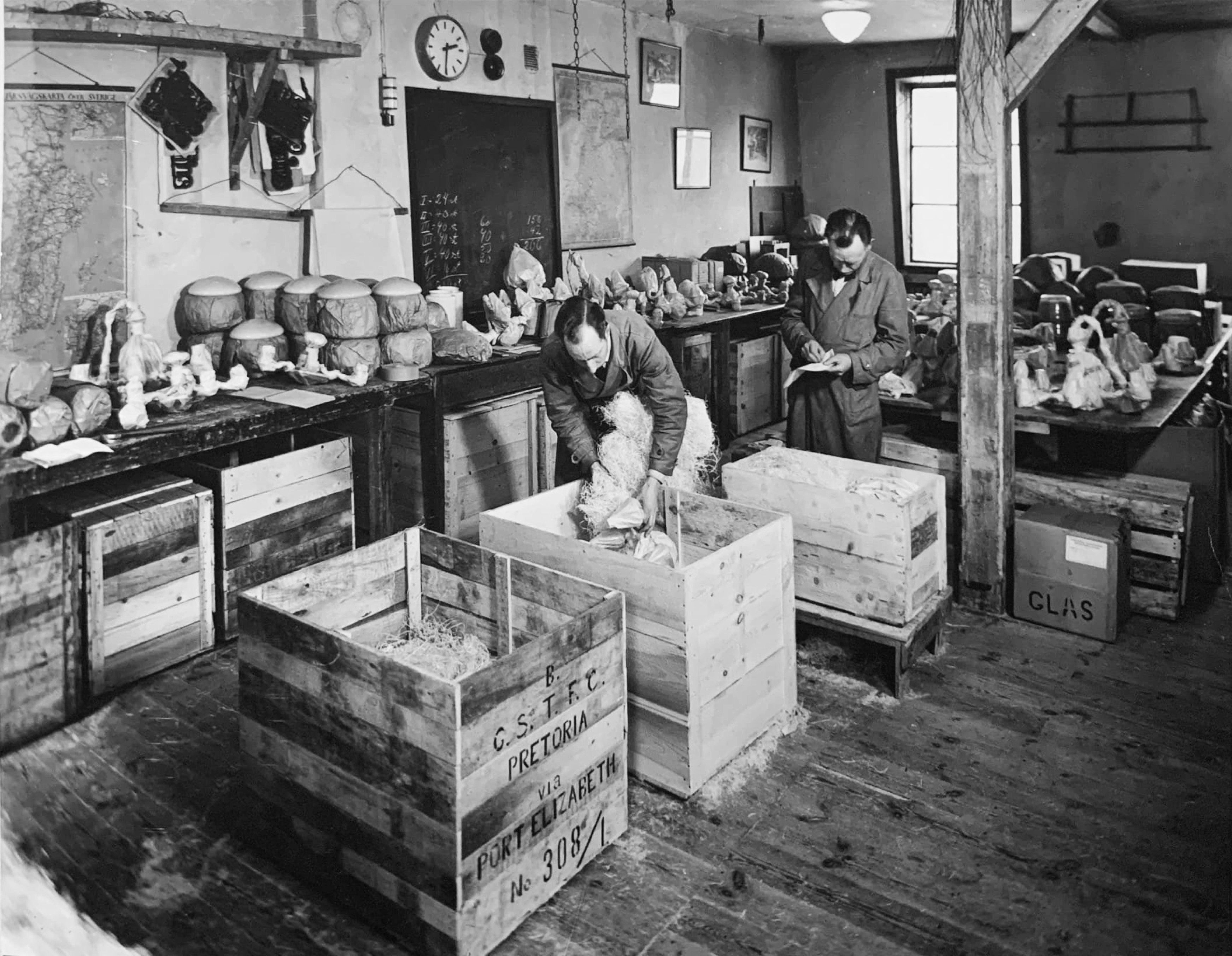
Emballering, Porslinsgatan 7, Malmö (1946).